# 信越放送
信越放送株式会社（しんえつほうそう、英: Shin-etsu Broadcasting Co., Ltd.）は、長野県を放送対象地域とした、中波放送（AMラジオ）事業とテレビジョン放送事業を行っている特定地上基幹放送事業者。略称はSBC。

## 概要
長野県、かつ五大都市圏以外において最初（全国では8番目）に開局した民間放送局である。設立当初は信濃放送の商号であったが、開局から約1か月後に信越放送に変更した。筆頭株主は、長野県の地元紙の信濃毎日新聞であり、信越化学工業グループとも関係が深い。TBSホールディングスの株式を保有している形で資本関係がある。
テレビはJNN（TBSテレビ系列）、ラジオはJRNとNRNのクロスネットである。本社・演奏所は、開局した1952年（昭和27年）から50年以上にわたり、長野市北部の吉田地区（SBC通り沿い）に所在していたが、2006年（平成18年）に長野市中心部（鶴賀問御所町）に建設した新本社ビル（TOiGO SBC）に移転した。

### 本社社屋関係
- 1951年（昭和26年）8月 - 長野市西後町の個人商店内に創立事務所を設置。
- 1952年（昭和27年）3月25日 - 長野市吉田1-21-24の本社・演奏所に新築移転。初代の建物は木造（一部コンクリート造り）平屋トタン葺きだった。
- 1958年（昭和33年）9月30日 - この頃テレビ放送開始を前に増築。（全面コンクリート造り2階建てとなる）
- 1964年（昭和39年）8月25日 - 本館裏に3階建ての新館完成。
- 1989年（平成元年）3月25日 - 4階建ての本社東館完成。既存社屋もリニューアル。
- 2006年（平成18年）9月4日 - 長野市問御所町の再開発ビルTOiGO（トイーゴ）[注釈 3]に移転。

### マスコットキャラクター
公式マスコットとして、ふくろうをモチーフにしたキャラクター「ろくちゃん」を使用している。

### 主な受賞歴
- 『SBCスペシャル 平吉さんの李平（すももだいら）』で2006年日本民間放送連盟賞番組部門テレビエンターテインメント番組最優秀賞を受賞[10]。
- 『SBCラジオスペシャル『黒猫』田口史人のレコード寄席～『昭和の校長先生』編』で2022年同賞番組部門ラジオ教養番組最優秀賞を受賞しラジオ番組グランプリ候補作品に。第60回ギャラクシー賞選奨も受賞している[11]。
- 『SBCラジオスペシャル 信越放送創立70周年記念ドラマ シンフォニー!』で2022年日本民間放送連盟賞番組部門ラジオエンターテインメント番組優秀賞を受賞[12]。
- 『SBCラジオスペシャル 戦争を学び継ぐ～登戸研究所調査研究会』で2023年日本民間放送連盟賞番組部門ラジオ報道番組優秀賞、『Mixxxxx+（ミックスプラス）ヤングケアラーを考えよう・繋がろう』で同賞番組部門ラジオ生ワイド部門優秀賞を受賞。
- 『満蒙開拓・不都合な真実を語り継ぐ～ドキュメンタリー制作とアーカイブの活用～』で2023年同賞特別表彰部門放送と公共性優秀賞を受賞[13]。
- 『こてつのびんびんサタデースペシャル～Dr.北村 性の課外授業～』で2024年日本民間放送連盟賞ラジオエンターテイメント最優秀賞、『SBCスペシャル 78年目の和解～サンガカン死の行進・遺族の軌跡～』で同賞テレビ報道最優秀賞、同賞テレビ・グランプリ[14]、第61回ギャラクシー賞選奨[15]、第67回JCJ賞[16][17][18]、『SBCスペシャル 寅や』で2024年日本民間放送連盟賞テレビバラエティ最優秀賞を受賞した。2024年は日本民間放送連盟賞最優秀賞をラジオ・テレビ合わせて開局以来初めて3本受賞した[19]。

同局は、他にもこれまで多くのラジオ、テレビ番組で同賞を受賞している。
- 『SBCスペシャル 無言館・レクイエムから明日へ』で第2回日本放送文化大賞グランプリを受賞した[20][21]。

## 事業所
本社・演奏所
- 長野市鶴賀問御所町1200番地3 TOiGO SBC内（〒380-8521）

放送局
- 松本：松本市深志三丁目7番13号
- 諏訪：諏訪市高島三丁目1201番地76　※25年4月1日に閉局
- 飯田：飯田市銀座三丁目1番地1 トップヒルズ銀座2階
- 上田：上田市天神一丁目8番37号 伊藤ビル上田駅前館2階

支社
- 東京：東京都中央区銀座五丁目9番8号 クロス銀座ビル9階
- 大阪：大阪市北区中之島二丁目3番18号 中之島フェスティバルタワー17階[注釈 4]
- 名古屋：名古屋市中区新栄一丁目2番8号 CBC会館3階

## 資本構成

### 概要
かつては信濃毎日新聞と朝日新聞社が同率の筆頭株主だったが、2009年度に朝日新聞社の出資分を信濃毎日新聞が取得して以降、信濃毎日新聞が単独の筆頭株主となっている。

### 2022年3月31日
出典： 
| 資本金      | 発行済株式総数 | 株主数 |
| ----------- | -------------- | ------ |
| 4億5000万円 | 900,000株      | 1,201  |

| 株主                   | 株式数    | 比率   |
| ---------------------- | --------- | ------ |
| 信濃毎日新聞           | 158,389株 | 17.90% |
| 信越化学工業           | 063,000株 | 07.12% |
| 塩澤実                 | 059,000株 | 06.67% |
| 信越放送従業員持ち株会 | 058,041株 | 06.56% |
| 八十二銀行             | 027,900株 | 03.15% |
| 小坂まり子             | 027,000株 | 03.05% |
| 長野県                 | 022,500株 | 02.54% |
| 文化放送               | 017,145株 | 01.94% |
| 長野県町村会           | 017,000株 | 01.92% |
| 松本市                 | 016,240株 | 01.83% |

### 過去の資本構成
企業・団体の名称、個人の肩書は当時のもの。出典：

## 沿革

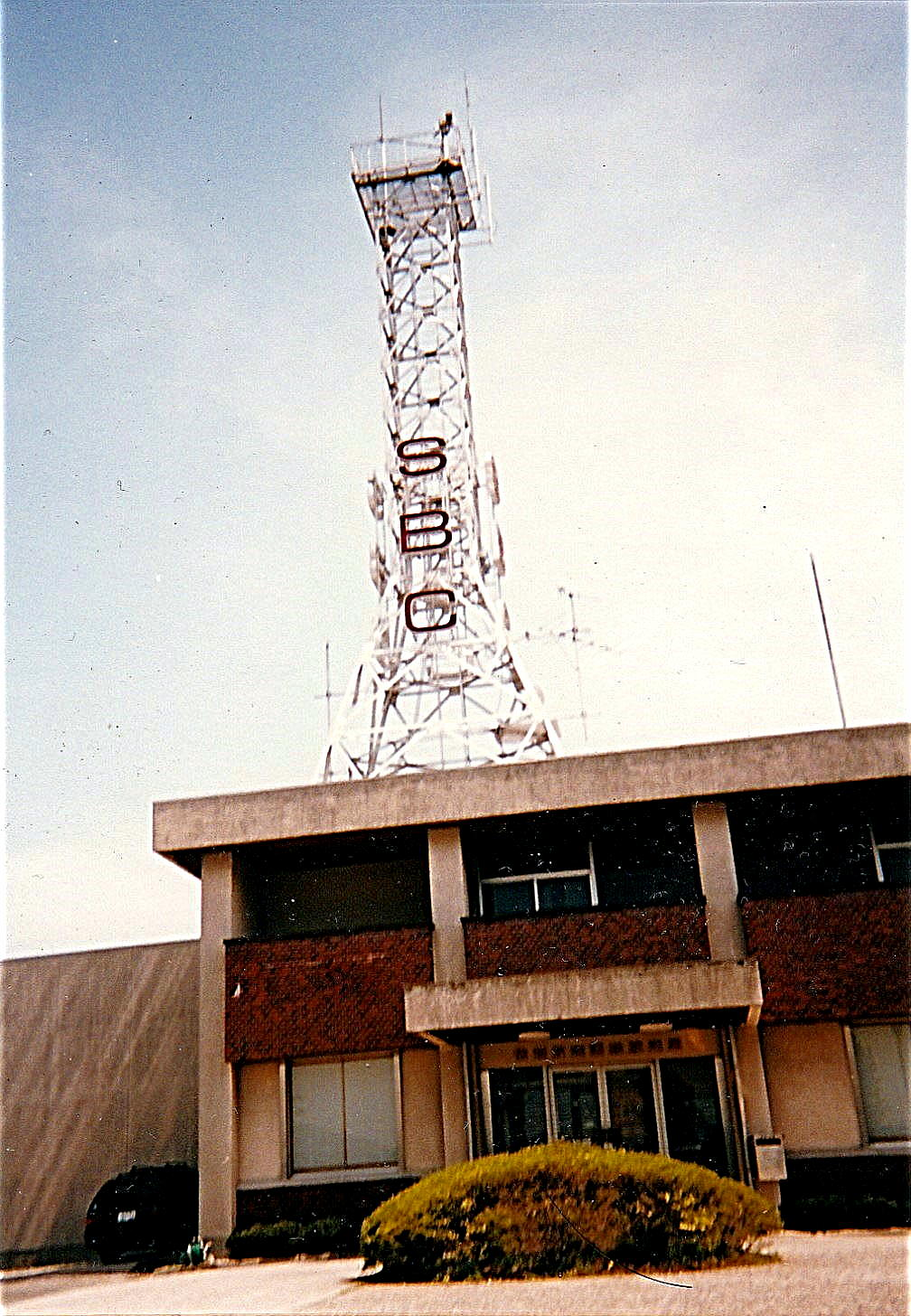
諏訪放送局

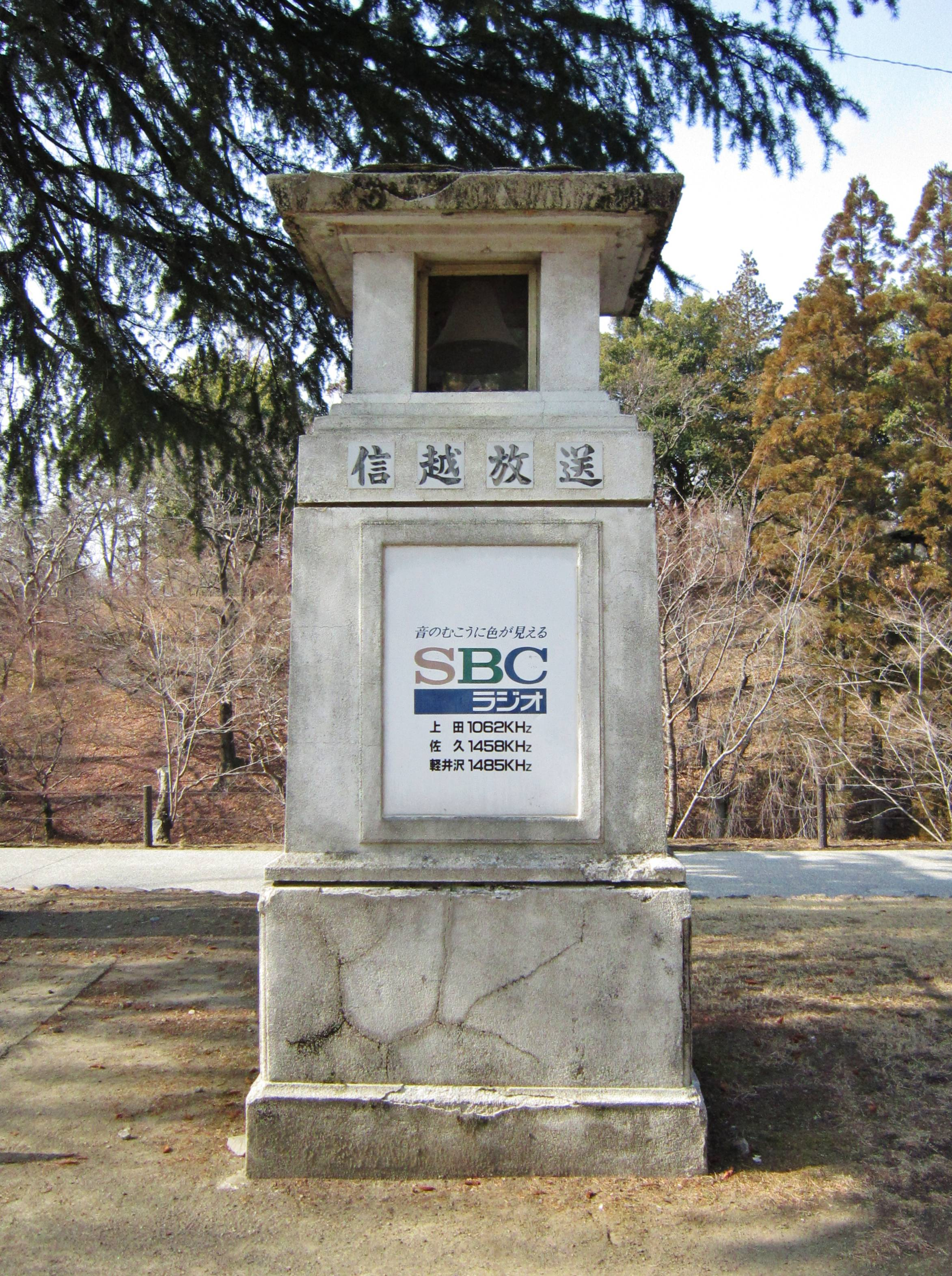
上田城跡公園にあるラジオ塔。

### 1950年代
- 1951年（昭和26年）
  - 3月8日 - ラジオ放送の開設免許を申請[23]。同時に、信濃放送設立発起人会が発足[23]。
  - 10月18日 - ラジオ放送の予備免許を取得[23]。同時に会社を、信濃放送株式会社として設立（英称はShinano Broadcasting Co.,Ltd。略称はSBC）。
- 1952年（昭和27年）
  - 3月25日 - 全国で8番目となる中波放送（AMラジオ）を開始（コールサインJOSR、周波数1480kc、出力500W）[23]。
  - 4月30日 - 信越放送株式会社に社名を変更（英称もShinanoからShin-etsuに変更。いずれにしても頭文字がSのため、略称は変更なし）[23]。
  - 5月20日 - 長野市商工会館で「信越放送開局記念祭」を開催し、信濃毎日新聞と合同で選定した長野市・松本市・上田市・飯田市・諏訪市・新潟県高田市（現・上越市）の市歌を各市に寄贈（→信越放送記念祭市歌）。
  - 12月6日 - 出力が500Wから1kWに増力。
- 1953年（昭和28年）
  - 3月25日 - 松本放送局開局（JOSO、1540kc、100W）。
  - 6月18日 - テレビ放送局免許申請。
  - 7月25日 - 岡谷（現・諏訪）放送局開局[注釈 8]（JOSE、1060kc、100W）。
- 1954年（昭和29年）2月25日 - 飯田放送局開局（JOSW、1220kc、100W）。
- 1956年（昭和31年）10月1日 - 各放送局の周波数が変更される（長野局：1480kc→1100kc、松本局：1540kc→1600kc、岡谷局：1060kc→800kc、飯田局：1220kc→1060kc）。
- 1957年（昭和32年）
  - 10月22日 - アナログ・テレビ放送予備免許交付。
  - 11月23日 - 上田放送局開局（JOSL、800kc、100W）。
- 1958年（昭和33年）
  - 9月25日 - 美ヶ原テレビ送信所完成[注釈 9]。
  - 10月25日 - 正午よりアナログ・テレビ放送開始・開局（JOSR-TV、美ヶ原11ch、映像1kW、音声500W）（但し本放送としての開始は、NHK長野放送局のテレビ開局に合わせ、翌月15日となった）[注釈 10][注釈 11][23]。
- 1959年（昭和34年）
  - 5月29日 - ラジオの松本放送局の出力が100Wから1kWに増力。
  - 8月1日 - 当時のラジオ東京テレビ（現在のTBSテレビ）のニュースネットワークである、ジャパン・ニュース・ネットワーク（JNN）が発足、発足時のメンバーの1局として加盟。
  - 10月 - 日本教育テレビ（NET・現在はテレビ朝日）の学校放送番組のネット開始により午前のテレビ放送を実施[注釈 12]。

### 1960年代
- 1960年（昭和35年）3月25日 - 同局初のアナログ・テレビのサテライト局である、善光寺平中継局が開局。
- 1961年（昭和36年）6月23日 - 伊那市を中心に、「梅雨前線豪雨（通称「伊那谷36災害」）」が発生。同災害報道を行う[23]。
- 1962年（昭和37年）
  - 8月 - 長野市内に美術館[注釈 13]を建設し、完成後、長野県へ寄贈する方針を発表[26]。
  - 10月1日 - 飯田放送局の出力が100Wから1kWに増力。
- 1964年（昭和39年）
  - 9月11日 - アナログ・テレビのカラー放送の試験放送を開始[注釈 14][注釈 15][27]。
  - 10月1日 - アナログ・テレビのカラー本放送を開始[注釈 16][23][29]。
- 1965年（昭和40年）
  - 5月2日 - ラジオネットワーク「JRN」に加盟。
  - 5月3日 - ラジオネットワーク「NRN」に加盟。
  - 8月3日 - 松代群発地震の初震が発生。その後約5年半もの間に渡り群発的に発生したことにより、それに対しての番組対応が長期化した[23]。
- 1966年（昭和41年）10月1日 - 長野市城山公園内に「財団法人信濃美術館」を開館[注釈 17][23][31]。
- 1967年（昭和42年）
  - 3月1日 - テレビ全日放送実施。
  - 7月1日 - 長野県下初のUHFテレビサテライト局として軽井沢サテライト局が開局[注釈 18]。
  - 9月 - カラーVTRを導入・設置[32]。
  - 10月1日 - カラー自社送出装置が完成。これにより、自社制作番組並びにカラービデオテープ又はフィルム送りによるカラー放送を開始。完成したこの日の朝8時15分から、初の自社制作によるカラーフィルム番組『善光寺の御開帳』[注釈 19]を始め、同月6日まで、自社制作を多数含む14本（時間にして、延べ10時間半を超える）のカラー記念番組が放送された[32][33][注釈 20]。
- 1968年（昭和43年）8月23日 - 初のラジオサテライト局・伊那放送局が開局。
- 1969年（昭和44年）4月1日 - 長野放送の本放送開始に伴い、フジテレビの番組が移行。

### 1970年代
- 1970年（昭和45年）
  - この年、年内の局のローカル番組の全面カラー化を行う[34]。
  - 1月13日 - この日から、ニュースフィルムによる報道取材映像の一部がカラー化。これを受け、自社制作分のニュース番組の全時間帯のカラー放送が本格的に開始される[注釈 21][34]。
  - 3月 - 県内の報道取材が全面カラー化される（長野県内ローカル初）[注釈 22][34]。
  - 7月 - 番組制作スタジオに、スタジオ・カラー・カメラとカラーVTRが導入、稼働開始[34]。
  - 10月8日 - 『オールナイトニッポン』放送開始によりラジオで24時間放送開始。
  - 10月
    - カラー中継車を導入、運用開始[34]。
    - 局舎スタジオのテレビ副調整卓（サブ）、制作テレシネ等のカラー化整備が完了[34]。

  - 11月30日 - 放送時間外のテストパターンを除き、自社のローカル全番組のカラー化が完了[注釈 23][35]。
- 1972年（昭和47年）2月28日 -「あさま山荘事件」の人質救出の模様を、JNNキー局であるTBSと協力して、10時から18時56分まで同系列を通じて全国へ生放送[23][36][37]。
- 1973年（昭和48年）
  - 10月1日 - 松本サテライト局がVHFからUHFに切り替えられる[注釈 24]。
  - 10月 - TBSとNETの全放送時間が100%完全カラー化[38]。これで、ネット番組が完全カラー化されたことにより、放送時間外のテストパターンを除き、テレビ全放送時間の100%完全カラー化が完了する（いずれも、過去の再放送や故意の演出の場合等を除く）[注釈 25]。
- 1975年（昭和50年）3月31日 - JNNの大阪準キー局が、この日から朝日放送テレビから毎日放送へ移行。これに伴い、『アップダウンクイズ』を始めとして、同系列を通じての毎日放送の番組が放送される様になる[注釈 26]。
- 1976年（昭和51年）4月5日 - 長野県下初のローカルワイドニュース番組『SBCニュースワイド』放送開始[23]。
- 1977年（昭和52年）11月10日 - 八千穂サテライト局がVHFからUHFに切り替えられる[注釈 27]。1インチVTRが導入される。
- 1978年（昭和53年）11月23日 - ラジオ、ITU国際電気通信連合の取り決め（それまでの10kHz刻みの周波数から、9kHz刻みの周波数に変更）に従い、午前5時、ラジオの周波数が一斉に変更される（ちなみに、長野局の周波数については、1100kHzから1098kHzに変更された）。

### 1980年代
- 1980年（昭和55年）
  - 6月21日 - アナログ・テレビでの音声多重放送の実用化試験放送のサービス放送を開始（NBSと同日）[40]。
  - 7月1日 - アナログ・テレビでの音声多重放送を正式に開始（実用化試験放送。NBSと同日）[注釈 28][40]。
  - 7月27日 - 軽井沢にラジオのサテライトスタジオを設置[41]。
  - 10月1日 - テレビ信州開局により、大半の日本テレビ・テレビ朝日制作番組が移行。
- 1981年（昭和56年）4月30日 - この日を最後にテレビ放送開始以来使用していた16mmフィルムによる取材・番組制作を終了し、VTR取材・番組制作に完全移行。
- 1983年（昭和58年）6月 - アナログ・テレビの音声多重放送の本放送の免許を取得（NBSと同時）。これに伴い、同放送が本放送に切り替わる[42]。
- 1984年（昭和59年）12月28日 - 善光寺平サテライト局がVHFからUHFに切り替えられる[注釈 29]。
- 1985年（昭和60年）12月19日 - 佐久サテライト局がVHFからUHFに切り替えられる[注釈 30]。
- 1986年（昭和61年）10月9日 -  『450回記念ザ・ベストテンin松本』（TBSテレビ）をあがたの森公園から全国ネットで放送[注釈 31]。

### 1990年代
- 1991年（平成3年）
  - 4月1日 - 長野朝日放送開局により、一部残っていた日本テレビ、テレビ朝日制作の全番組が移行し、テレビはTBS系列のフルネット化が完了。他系列の番組はテレビ東京系列のみとなる。
  - 10月 - 創立40周年を迎える。イメージソングとして、さだまさしの『SAILING TOGETHER〜いま船出のとき〜』を採用。
- 1993年（平成5年）頃 - ソニー製のD2方式によるデジタルVTRを導入。
- 1995年（平成7年）1月26日 - 戸倉上山田サテライト局がVHFからUHFに切り替えられる[注釈 32]。
- 1997年（平成9年）12月1日 - 翌年開催の長野オリンピックに向けて、長野駅東口にサテライトスタジオ「SBCオリンピック・夢パーク」を開設[注釈 33]。
- 1998年（平成10年）2月7日～2月22日 - 長野オリンピック開催。テレビ・ラジオ共に特別編成を行い、同オリンピック番組の制作の一員として携わる[23]。

### 2000年代
- 2004年（平成16年）
  - 3月7日 - 取材用にチャーター[注釈 34]した中日本航空のヘリコプターが南木曽町で中部電力の送電線に接触して墜落し、記者、カメラマンを含む搭乗者4人全員が死亡する事故が発生。これ以来、自社によるヘリコプターでの取材は一切行っていない[43][注釈 35]。
  - 7月11日 - この年の「プロ野球オールスターゲーム」の第2戦が長野オリンピックスタジアムで行われ、その試合をTBSがテレビ・ラジオ共に放送を行うことに当り、それらの制作協力に携わる。[23]
- 2005年（平成17年）
  - 月日不明 - 長野市吉田の本社に設置していたAMラジオ送信所を長野市屋島に移転[注釈 36]。
  - 6月10日 - 地上デジタルテレビ放送の予備免許を取得[注釈 37]。
  - 10月1日 - 美ヶ原送信所から地上デジタルテレビの試験電波を発射[注釈 38]。
- 2006年（平成18年）
  - 8月23日 - 地上デジタルテレビ放送のサイマル試験放送開始。
  - 8月28日 - 午前5時より長野市鶴賀問御所町の新本社ビル（TOiGO SBC）からラジオ本放送開始[23]。
  - 9月3日 - 新本社ビル（TOiGO SBC）からテレビ放送を開始[23]。テレビ放送用のマスター（主調整室）のメーカーはNEC製。
  - 9月4日
    - 新本社ビル（TOiGO SBC）への本社移転登記を完了。
    - 開局以来初の公式マスコットとして「ろくちゃん」が登場[注釈 39]。

  - 9月25日 - 地上デジタルテレビ放送の本免許を取得[注釈 40]。
  - 10月1日 - 午前4時30分より地上デジタル放送本放送開始（コールサインはJOSR-DTV、チャンネルはリモコンキーID6）[注釈 41][23]。
- 2007年（平成19年）2月3日 - 自社制作のテレビドラマ『碌山の恋』を、TBSテレビ系列にて全国放送[23]。
- 2008年（平成20年）3月31日
  - ラジオ、平日朝の生ワイド番組『坂ちゃんのずくだせえぶりでい』放送開始（2024年7月現在も放送中）。
  - テレビ、平日昼のローカル生放送番組『3時は!ららら♪』放送開始（2016年9月16日まで）[23]。
- 2009年（平成21年）
  - 4月6日 - 24時間放送を実施していたラジオ放送が、日曜未明を除き、午前3時から4時（月曜未明は0時から4時）の間、放送休止となる。
  - 10月1日 - 月曜未明を除き、ラジオ放送の24時間放送を再開[注釈 42]。

### 2010年代
- 2011年（平成23年）
  - 3月12日 - 前日の東日本大震災の発端となった東北地方太平洋沖地震の誘発地震とも言われている「長野県北部地震」が発生（下水内郡栄村で震度6強を記録）。その災害報道を地元の他、JNNを通じて全国に向けて行う[23]。
  - 7月24日 - 正午をもってアナログ・テレビ放送を終了。同日24時前にアナログ・テレビ放送が完全停波[23]。
  - 10月3日 - 正午より、IPサイマルラジオサービスの「radiko.jp」において、ラジオ放送の実用化試験配信を開始[注釈 43][46]。
- 2012年（平成24年）
  - 3月23日～25日 - この年の3月25日にラジオ開局60周年を迎えることを記念し、同記念特別番組『ありがとう60年!ラジオでつながる60時間』を60時間に渡り放送[23]。
  - 4月1日 - 開局60周年を契機に、ロゴマーク・ロゴタイプを変更（2024年7月現在も使用中）[23][47]。
  - 4月2日 - 「radiko.jp」において、ラジオ放送の本配信を開始[48]。
- 2014年（平成26年）
  - 4月1日 - ラジオ、平日昼の生ワイド番組『情報わんさかGOGOワイド!らじ★カン』放送開始（2020年9月25日終了）[23]。
  - 9月21日 - テレビ開局55周年記念番組『孤高の頂 北アルプス槍ヶ岳』を、TBSテレビ系列を通じて全国放送[23]。
- 2015年（平成27年）
  - 3月30日 - 「radiko.jpプレミアム（エリアフリー聴取）」において、ラジオ放送の配信を開始[注釈 44][49]。
  - 4月 - この年に行われた善光寺御開帳の模様を、県内テレビ局で初めて4Kによる撮影を行う[23]。
- 2016年（平成28年）
  - 10月3日 - ラジオローカル番組『坂ちゃんのずくだせえぶりでい』のテレビ姉妹番組として、平日昼のローカル生ワイド番組『ずくだせテレビ』放送開始（2024年7月現在も継続中）[23][注釈 45]。
  - 10月30日 - ラジオ開局65周年特別番組として、同県中野市出身の音楽家、久石譲を取り上げた番組『父と娘と音楽と～素顔の久石譲』を放送[23]。
- 2017年（平成29年）
  - 3月30日 - FM補完中継局整備に関する補助金交付が決定[注釈 46][51]。
  - 4月29日 - 1991年から毎年行われている「長野県市町村対抗駅伝競走大会」を、この年から生放送。テレビとYouTubeの双方で開始（2024年現在も継続中）[23]。
  - 8月21日 - スマートフォン・タブレット向けニュース閲覧アプリ「SmartNews」に「SBC信越放送」チャンネルを開設。SmartNewsでのニュース配信を開始[52]。
  - 12月19日 - FM補完中継局の長野局（美ヶ原）、高ボッチ局及び飯田局の予備免許を取得[53]。
- 2018年（平成30年）
  - 2月28日 - FM補完中継局の善光寺平局、聖局及び飯山野沢局の予備免許を取得[54]。
  - 3月19日 - FM補完中継局の長野局（美ヶ原）の本免許取得[55]。
  - 3月26日 - FM補完中継局の長野局（美ヶ原）が開局。ラジオのFM（ステレオ）補完放送（ワイドFM）を開始[23][56]。
  - 4月1日 - SBCテレビ60周年特別企画として、長野県77市町村の風景を4Kドローンで撮影した番組『4K 空たび信州77』放送開始（2020年3月29日終了）。番組は放送後にSBCの公式YouTubeサイトで4Kでの配信を行う（2024年7月現在も視聴可能）[23][57]。
  - 6月19日 - FM補完中継局の高ボッチ局及び飯田局の本免許取得[56]。
  - 6月20日 - FM補完中継局の高ボッチ局及び飯田局が開局[56]。
  - 9月28日 - FM補完中継局の善光寺平局、聖局及び飯山野沢局の本免許取得[56]。
  - 10月7日 - FM補完中継局の善光寺平局、聖局及び飯山野沢局が開局[56]。
- 2019年（令和元年）
  - 9月25日 - FM補完中継局の小海局の予備免許を取得[58]。
  - 10月12日～14日 - 台風19号の影響で、長野県内で東信・北信の各地域を中心に著しい被害が続出。特に13日には長野市長沼の津野地区で千曲川が決壊したことにより大洪水が発生。大規模な災害報道を行う。テレビではローカルだけでなく、JNNのスタッフも駆けつけてTBSテレビのニュースや生ワイド番組等でも、決壊現場等からの生中継を交え、災害報道を行った[23]。
  - 12月20日 - Google Play及びApp Storeにおいて「SBCアプリ」の配信を開始[注釈 47][23][60]。

### 2020年代
- 2020年（令和2年）
  - 2月4日 - FM補完中継局の小海局の本免許取得。同日中に開局[56]。
  - 3月 - 新型コロナウイルス感染拡大の状況を受け、一部の業務にてテレワークの導入を開始[23]。
  - 3月9日 - 自社として「SDGs宣言」を行う[注釈 48][23]。
  - 3月30日 - テレビが新視聴率調査を導入[23]。
  - 9月28日 - ラジオ、お昼の生ワイド番組『MiXxxxx+』放送開始（2024年7月現在も放送中）[23]。
- 2021年（令和3年）
  - 5月21日 - 前年の「SDGs宣言」に続き、国連の「SDGメディア・コンパクト」へ加盟する[注釈 48][23]。
  - 6月15日 - SBCラジオを始め民放AM44社が共同で、2028年秋までにFM局の転換を目指す考えを発表[23]。尚同日時点で、それに伴うAM放送の廃止については未定と表明[62]
- 2022年（令和4年）3月21日 - 信越放送創立70周年記念ラジオドラマ『シンフォニー』放送[23]。
- 2023年（令和5年）
  - 5月25日 - 「中野市4人殺害事件」発生。翌26日の午前4時37分頃、被疑者の男が捜査員に確保された情報を、当時長野県内のテレビ局としては唯一現場から生放送をしていたことから、いち早く中継報道した[23]。
  - 10月18日 - 平日朝の生ワイドラジオ番組『坂ちゃんのずくだせえぶりでい』が、放送4000回を達成（2024年7月現在も記録更新中）[23]。
- 2024年（令和6年）11月6日 - この年の日本民間放送連盟賞にて、自社制作のテレビ番組『SBCスペシャル 78年目の和解～サンダカン死の行進・遺族の軌跡～』が、テレビ部門のグランプリを受賞[18]。
- 2025年（令和7年）4月1日 - 諏訪放送局が閉局。諏訪市の施設は解体予定。[63]

### 社史・記念誌関係
- 1957年（昭和32年）3月25日 - 創業5周年記念誌「まほろば」刊行。
- 1961年（昭和36年）10月18日 - 「日本の屋根 信越放送十年史」刊行[64]。
- 2001年（平成13年）10月18日 - 「信越放送の50年」刊行。
- 2022年（令和4年）3月25日 - 「軌跡70:SBC 2001-2021:信越放送創立70年記念誌:中心街地に本社アナログからデジタルへ」刊行[23]。

## ラジオ

### 概要
放送機器メンテナンスのため放送休止となる毎週月曜1時04分から5時まで（毎週日曜深夜）を除き、24時間放送を実施している。
月曜未明の放送終了時と放送開始時、またジャンクションとなる毎日5時前には『信濃の国』（長野県歌）が演奏される。なお、国政選挙または長野県内で地方選挙がある場合には、日曜日の放送が終わる24時前後に開票結果を放送することもある。
ラジオネットワークはJRNとNRNのクロスネットであるが、夕方から深夜にかけての時間帯はNRN、とりわけニッポン放送の番組のネットが多い傾向にある。『オールナイトニッポン』は番組開始3年後の1970年10月からネットしており、1999年10月からは平日22時から24時をニッポン放送との同時ネットに切り替えている。FM長野開局以前は、TOKYO FM制作の一部番組をスポンサード番組中心にネットしていた。
本社が長野市吉田地区に所在していた頃は、「多元放送」と呼称するローカルタイムがあり、長野・松本・諏訪・飯田・上田の各エリアに向けた番組を放送していた。

### 送信所・中継局周波数

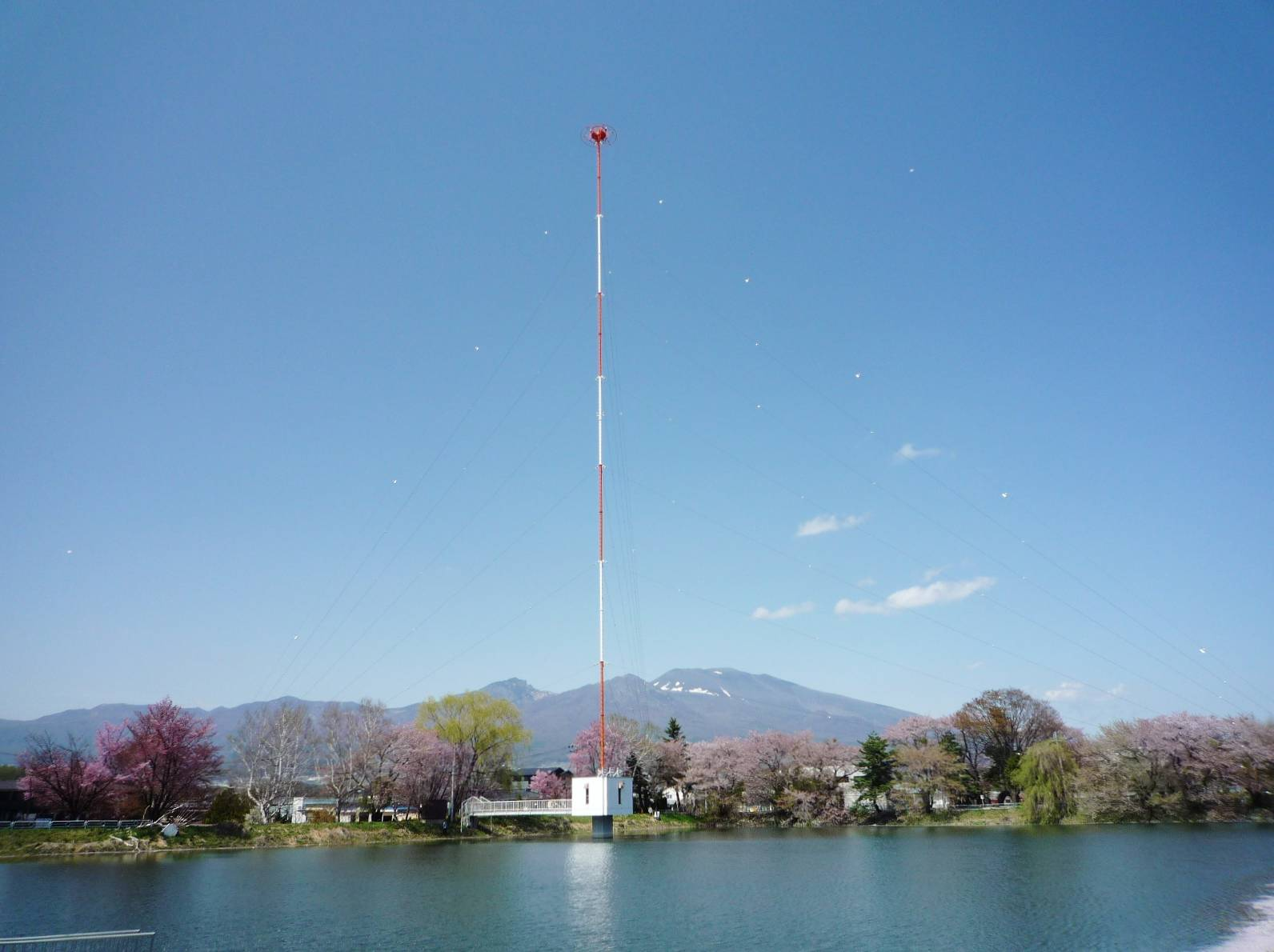
佐久ラジオ中継局

| 親局           | 識別信号     | 周波数   | 空中線電力 | 備考   |
| -------------- | ------------ | -------- | ---------- | ------ |
| 長野           | JOSR         | 1098 kHz | 5 kW       | [ 66 ] |
| 中継局         | 識別信号     | 周波数   | 空中線電力 | 備考   |
| 松本           | JOSO         | 864 kHz  | 1 kW       |        |
| 飯田           | JOSW         | 1098 kHz | 1 kW       |        |
| 上田           | JOSL         | 1062 kHz | 100W       |        |
| 佐久           |              | 1458 kHz | 100W       |        |
| 軽井沢         |              | 1485 kHz | 100W       |        |
| 諏訪           | JOSE         | 1197 kHz | 100W       |        |
| 伊那           | JOCW（廃止） | 1098 kHz | 100W       |        |
| FM補完中継局   | 識別信号     | 周波数   | 空中線電力 | 備考   |
| 長野（美ヶ原） |              | 92.2 MHz | 1 kW       |        |
| 高ボッチ       |              | 94.2 MHz | 100W       |        |
| 飯田           |              | 94.2 MHz | 100W       |        |
| 善光寺平       |              | 91.2 MHz | 100W       |        |
| 聖             |              | 91.2 MHz | 100W       |        |
| 飯山野沢       |              | 91.2 MHz | 30W        |        |
| 小海           |              | 91.2 MHz | 50W        |        |

出典

### インターネット配信
2011年10月3日正午より、インターネットラジオ（IPサイマルラジオ）の「radiko.jp」での試験配信を開始、2012年4月から本配信を開始した。その後、2015年3月30日からradiko.jpプレミアム（エリアフリー聴取）での配信を開始し、長野県外（日本国内のみ）でのラジオ放送の聴取が可能となった。2016年10月11日からは、radiko.jpでのタイムフリー聴取サービス開始に伴い、過去1週間までの番組の聴取が可能になっている。

### 現在放送中の番組
- 2025年4月時点。詳細は、公式サイトのラジオTOPページならびに週間番組表を参照。
- 自社制作番組は太字。

#### 随時放送
- SBCニュース（信毎ニュース）（詳細は当該項目を参照）
- 交通情報
- 天気予報

#### 平日
| 時 | 月曜日                                                                      | 火曜日                                                                | 水曜日                                                                   | 木曜日                                                                | 金曜日                                                           |
| --- | --------------------------------------------------------------------------- | --------------------------------------------------------------------- | ------------------------------------------------------------------------ | --------------------------------------------------------------------- | ---------------------------------------------------------------- |
| 5 | 5:00 めざまし歌謡曲                                                         | 5:00 めざまし歌謡曲                                                   | 5:00 めざまし歌謡曲                                                      | 5:00 めざまし歌謡曲                                                   | 5:00 ドクターごとうの 熱血訪問クリニック（マール）               |
| 5 | 5:10 今旬!インフォメーション                                                | 5:10 健康生活インフォメーション                                       | 5:10 今旬!インフォメーション                                             | 5:10 納得健康15分                                                     | 5:10 健康イキイキ!                                               |
| 5 | 5:25 心のともしび                                                           |                                                                       |                                                                          |                                                                       |                                                                  |
| 5 | 5:30 Brand-New_Morning（TBSラジオ） ▽5:55 今朝の一曲                        |                                                                       |                                                                          |                                                                       |                                                                  |
| 6 |                                                                             |                                                                       |                                                                          |                                                                       |                                                                  |
| 6:30 あさまる ▽7:10 お早う!ニュースネットワーク（ニッポン放送） ▽8:00 話題のアンテナ 日本全国8時です（TBSラジオ） |                                                                             |                                                                       |                                                                          |                                                                       |                                                                  |
| 7 |                                                                             |                                                                       |                                                                          |                                                                       |                                                                  |
| 8 |                                                                             |                                                                       |                                                                          |                                                                       |                                                                  |
| 8:40 黒木瞳のあさナビ（ニッポン放送）                                                                             |                                                                             |                                                                       |                                                                          |                                                                       |                                                                  |
| 8:50 武田鉄矢・今朝の三枚おろし（文化放送）                                                                       |                                                                             |                                                                       |                                                                          |                                                                       |                                                                  |
| 9 | 9:00 ニュース                                                               | 9:00 ニュース                                                         | 9:00 ニュース                                                            | 9:00 ニュース                                                         | 9:00 ニュース                                                    |
| 9 | 9:05 坂ちゃんのずくだせえぶりでい ▽11:05 テレフォン人生相談（ニッポン放送） |                                                                       |                                                                          |                                                                       |                                                                  |
| 10 |                                                                             |                                                                       |                                                                          |                                                                       |                                                                  |
| 11 |                                                                             |                                                                       |                                                                          |                                                                       |                                                                  |
| 12 |                                                                             |                                                                       |                                                                          |                                                                       |                                                                  |
| 13 | 13:00 MiXxxxx+ ▽13:45 河村通夫の大自然まるかじりライフ（マール）            | 13:00 MiXxxxx+ ▽13:45 河村通夫の大自然まるかじりライフ（マール）      | 13:00 MiXxxxx+ ▽13:45 河村通夫の大自然まるかじりライフ（マール）         | 13:00 MiXxxxx+ ▽13:45 河村通夫の大自然まるかじりライフ（マール）      | 13:00 MiXxxxx+ ▽13:45 河村通夫の大自然まるかじりライフ（マール） |
| 14 | 13:00 MiXxxxx+ ▽13:45 河村通夫の大自然まるかじりライフ（マール）            | 13:00 MiXxxxx+ ▽13:45 河村通夫の大自然まるかじりライフ（マール）      | 13:00 MiXxxxx+ ▽13:45 河村通夫の大自然まるかじりライフ（マール）         | 13:00 MiXxxxx+ ▽13:45 河村通夫の大自然まるかじりライフ（マール）      | 13:00 MiXxxxx+ ▽13:45 河村通夫の大自然まるかじりライフ（マール） |
| 15 | 13:00 MiXxxxx+ ▽13:45 河村通夫の大自然まるかじりライフ（マール）            | 13:00 MiXxxxx+ ▽13:45 河村通夫の大自然まるかじりライフ（マール）      | 13:00 MiXxxxx+ ▽13:45 河村通夫の大自然まるかじりライフ（マール）         | 13:00 MiXxxxx+ ▽13:45 河村通夫の大自然まるかじりライフ（マール）      | 13:00 MiXxxxx+ ▽13:45 河村通夫の大自然まるかじりライフ（マール） |
| 16 | 13:00 MiXxxxx+ ▽13:45 河村通夫の大自然まるかじりライフ（マール）            | 13:00 MiXxxxx+ ▽13:45 河村通夫の大自然まるかじりライフ（マール）      | 13:00 MiXxxxx+ ▽13:45 河村通夫の大自然まるかじりライフ（マール）         | 13:00 MiXxxxx+ ▽13:45 河村通夫の大自然まるかじりライフ（マール）      | 13:00 MiXxxxx+ ▽13:45 河村通夫の大自然まるかじりライフ（マール） |
| 16:20 もっとまつもと!（松本放送局制作）                                                                           |                                                                             |                                                                       |                                                                          |                                                                       |                                                                  |
| 16:43 伊那谷めぐりあい（飯田放送局制作）                                                                          |                                                                             |                                                                       |                                                                          |                                                                       |                                                                  |
| 16:50 あなたにハッピー・メロディ（ニッポン放送）                                                                  |                                                                             |                                                                       |                                                                          |                                                                       |                                                                  |
| 17 | 17:00 ニュース・パレード（文化放送）                                        | 17:00 ニュース・パレード（文化放送）                                  | 17:00 ニュース・パレード（文化放送）                                     | 17:00 ニュース・パレード（文化放送）                                  | 17:00 ニュース・パレード（文化放送）                             |
| 17 | 17:15 荻原次晴のニッポン応援団 ～VIVA JAPON～（かしわプロダクション）       | 17:15 荻原次晴のニッポン応援団 ～VIVA JAPON～（かしわプロダクション） | 17:15 荻原次晴のニッポン応援団 ～VIVA JAPON～（かしわプロダクション）    | 17:15 荻原次晴のニッポン応援団 ～VIVA JAPON～（かしわプロダクション） | 17:15 朗読のヒロバ（TBSラジオ）                                  |
| 17 | 17:25 あの頃ソング                                                          | 17:25 ニッポン人物ア・ラ・100年 （かしわプロダクション）              | 17:25 （第1・3・5週）あの頃ソング（第2・4週） 塚田陽亮の今週どうなった!? | 17:25 ニッポン人物ア・ラ・100年 （かしわプロダクション）              | 17:25 あの頃ソング                                               |
| 17 | 17:30 ネットワークトゥデイ（TBSラジオ）                                     |                                                                       |                                                                          |                                                                       |                                                                  |
| 17 | 17:45 夏井いつきの一句一遊（南海放送）                                      |                                                                       |                                                                          |                                                                       |                                                                  |
| 17 | 17:55 Weekly Power Play                                                     |                                                                       |                                                                          |                                                                       |                                                                  |
| 18 | 18:00 SBCニュースTODAY                                                      | 18:00 SBCニュースTODAY                                                | 18:00 SBCニュースTODAY                                                   | 18:00 SBCニュースTODAY                                                | 18:00 SBCニュースTODAY                                           |
| 18 | 18:15 健康生活インフォメーション                                            | 18:15 納得!お得!ラジオショッピング                                    | 18:15 健康生活インフォメーション                                         | 18:15 ラジオ劇場 アキラとあきら （KBCラジオ）                         | 18:15 旬!SHUN!ピックアップ                                       |
| 18 | 18:30 岡村孝子 あの頃ミュージック （かしわプロダクション）                  | 18:30 夏川りみのたびぐくるちむぐくる （かしわプロダクション）         | 18:30 SBCドリームナイター                                                | 18:30 SBCドリームナイター                                             | 18:30 SBCドリームナイター                                        |
| 19 | 19:00 ラジオのんちん倶楽部 昭和40年代生まれの男たち                         | 19:00 Nana Christineのおかまいなし!                                   | 18:30 SBCドリームナイター                                                | 18:30 SBCドリームナイター                                             | 18:30 SBCドリームナイター                                        |
| 19 | 19:30 亀渕昭信のお宝POPS（火曜会）                                          | 19:00 Nana Christineのおかまいなし!                                   | 18:30 SBCドリームナイター                                                | 18:30 SBCドリームナイター                                             | 18:30 SBCドリームナイター                                        |
| 20 | 20:00 アフター6ジャンクション2（TBSラジオ）                                 | 20:00 アフター6ジャンクション2（TBSラジオ）                           | 18:30 SBCドリームナイター                                                | 18:30 SBCドリームナイター                                             | 18:30 SBCドリームナイター                                        |
| 21 | 21:00 銀シャリのおむすびラジオ                                              | 21:00 佐藤竹善 from Sing Like Talking『レコード部屋』（静岡放送）     | 21:00 ミュージックブルペン（かしわプロダクション）                       | 21:00 ミュージックブルペン（かしわプロダクション）                    | 21:00 ミュージックブルペン（かしわプロダクション）               |
| 21 | 21:30 ときめき歌謡曲                                                        | 21:30 Snow Manの素のまんま （文化放送）                               | 21:00 ミュージックブルペン（かしわプロダクション）                       | 21:00 ミュージックブルペン（かしわプロダクション）                    | 21:00 ミュージックブルペン（かしわプロダクション）               |
| 21 | 21:45 たんぽぽの綿毛time♪                                                   | 21:30 Snow Manの素のまんま （文化放送）                               | 21:00 ミュージックブルペン（かしわプロダクション）                       | 21:00 ミュージックブルペン（かしわプロダクション）                    | 21:00 ミュージックブルペン（かしわプロダクション）               |
| 22 | 22:00 オールナイトニッポン MUSIC10（ニッポン放送）                          | 22:00 オールナイトニッポン MUSIC10（ニッポン放送）                    | 22:00 オールナイトニッポン MUSIC10（ニッポン放送）                       | 22:00 オールナイトニッポン MUSIC10（ニッポン放送）                    | 22:00 オールナイトニッポンGOLD （ニッポン放送）                  |
| 23 | 22:00 オールナイトニッポン MUSIC10（ニッポン放送）                          | 22:00 オールナイトニッポン MUSIC10（ニッポン放送）                    | 22:00 オールナイトニッポン MUSIC10（ニッポン放送）                       | 22:00 オールナイトニッポン MUSIC10（ニッポン放送）                    | 22:00 オールナイトニッポンGOLD （ニッポン放送）                  |
| 0 | 0:00 レコメン!（文化放送）                                                  | 0:00 レコメン!（文化放送）                                            | 0:00 レコメン!（文化放送）                                               | 0:00 レコメン!（文化放送）                                            | 0:00 嵐・相葉雅紀のレコメン!アラシリミックス （文化放送）        |
| 0 | 0:00 レコメン!（文化放送）                                                  | 0:00 レコメン!（文化放送）                                            | 0:00 レコメン!（文化放送）                                               | 0:00 レコメン!（文化放送）                                            | 0:30 Sky presents 藤原竜也のラジオ（朝日放送ラジオ）             |
| 1 | 1:00 オールナイトニッポン（ニッポン放送）                                   | 1:00 オールナイトニッポン（ニッポン放送）                             | 1:00 オールナイトニッポン（ニッポン放送）                                | 1:00 オールナイトニッポン（ニッポン放送）                             | 1:00 オールナイトニッポン（ニッポン放送）                        |
| 2 | 山田裕貴                                                                    | 星野源                                                                | 乃木坂46                                                                 | ナインティナイン                                                      | 霜降り明星                                                       |
| 3 | 3:00 オールナイトニッポン0(ZERO)（ニッポン放送）                            | 3:00 オールナイトニッポン0(ZERO)（ニッポン放送）                      | 3:00 オールナイトニッポン0(ZERO)（ニッポン放送）                         | 3:00 オールナイトニッポン0(ZERO)（ニッポン放送）                      | 3:00 オールナイトニッポン0(ZERO)（ニッポン放送）                 |
| 4 | キタニタツヤ                                                                | あの                                                                  | 佐久間宣行                                                               | マヂカルラブリー                                                      | 三四郎                                                           |
| 4 | 4:30 上柳昌彦 あさぼらけ（ニッポン放送）                                    |                                                                       |                                                                          |                                                                       | 三四郎                                                           |

#### 週末
| 時 | 土曜日 | 日曜日                                                         |
| -- | --- | -------------------------------------------------------------- |
| 5  | 5:00 水森かおりの歌謡紀行（ラジオ大阪）                                                                                                 | 5:00 はやしべさとし～叙情歌を道連れに～                        |
| 5  | 5:15 納得健康15分 | 5:15 解決!知っ得プレミアム                                     |
| 5  | 5:30 1万年堂出版の時間 | 5:30 旬!SHUN!ピックアップ                                      |
| 5  | 5:45 解決!知っ得プレミアム | 5:45 わくわくお届け便                                          |
| 6  | 6:00 まいどあり～ | 6:00 元気スイッチ                                              |
| 6  | 6:15 わくわくお届け便 | 6:15 心のともしび                                              |
| 6  | 6:15 わくわくお届け便 | 6:20 録音風物誌（火曜会）                                      |
| 6  | 6:30 Buy Now | 6:30 健康イキイキ!                                             |
| 6  | 6:45 Weekly Power Play |                                                                |
| 6  | 6:50 介護する人される人 | 6:50 おはよう!ニッポン全国消防団（ニッポン放送）               |
| 7  | 7:00 南信州ハートフルサタデー（飯田放送局制作）                                                                                         | 7:00 週刊 なるほど!ニッポン（ニッポン放送）                    |
| 7  | 7:00 南信州ハートフルサタデー（飯田放送局制作）                                                                                         | 7:10 世の光 いきいきタイム                                     |
| 7  | 7:30 ピックアップラジオショッピング | 7:25 おはよう住職さん -信州の寺めぐり-                         |
| 7  | 7:45 かんてんぱぱ SBCこども音楽コンクール                                                                                               | 7:40 いいものテンミニッツ!                                     |
| 7  | 7:45 かんてんぱぱ SBCこども音楽コンクール                                                                                               | 7:50 かんてんぱぱ SBCこども音楽コンクール                      |
| 8  | 8:00 武田徹のつれづれ散歩道 | 8:00 地方創生プログラム ONE-J（TBSラジオ） ▽8:55 Weekend Music |
| 9  | 8:00 武田徹のつれづれ散歩道 | 8:00 地方創生プログラム ONE-J（TBSラジオ） ▽8:55 Weekend Music |
| 10 | 8:00 武田徹のつれづれ散歩道 | 10:00 ニュース・天気予報・東日本高速道路情報                   |
| 10 | 8:00 武田徹のつれづれ散歩道 | 10:05 納得健康15分                                             |
| 10 | 8:00 武田徹のつれづれ散歩道 | 10:20 山田パンダ 素晴らしきフォーク世代                        |
| 10 | 8:00 武田徹のつれづれ散歩道 | 10:35 今旬!インフォメーション                                  |
| 10 | 8:00 武田徹のつれづれ散歩道 | 10:50 Weekly Power Play                                        |
| 10 | 8:00 武田徹のつれづれ散歩道 | 10:55 ラジオの扉                                               |
| 11 | 11:00 SPORTS ON THE RADIO | 11:10 日曜昼どき 俳句日和                                      |
| 11 | 11:00 SPORTS ON THE RADIO | 11:25 まいどあり～                                             |
| 11 | 11:00 SPORTS ON THE RADIO | 11:40 健康とっておき!                                          |
| 11 | 11:00 SPORTS ON THE RADIO | 11:55 交通情報・ニュース                                       |
| 12 | 12:00 今旬!インフォメーション | 12:00 ソラトモとスズトモ                                       |
| 12 | 12:15 藤田恵美のかみつれ雑貨店（マール）                                                                                                | 12:25 健康生活インフォメーション                               |
| 12 | 12:40 Buy Now | 12:40 祐日のSunnyday Sunday!                                   |
| 12 | 12:55 ニュース・天気予報 | 12:40 祐日のSunnyday Sunday!                                   |
| 13 | 13:00 ザ・ラジオショーサタデー（ニッポン放送） ▽14:55 交通情報・ニュース                                                                | 13:00 爆笑問題の日曜サンデー（TBSラジオ） ▽14:55 交通情報      |
| 14 | 13:00 ザ・ラジオショーサタデー（ニッポン放送） ▽14:55 交通情報・ニュース                                                                | 13:00 爆笑問題の日曜サンデー（TBSラジオ） ▽14:55 交通情報      |
| 15 | 15:00 佐々木秀実の「ちょっと聞きなさいよ!」                                                                                             | 15:00 三宅裕司のサンデーヒットパラダイス（ニッポン放送）       |
| 15 | 15:30 旬!SHUN!ピックアップ | 15:00 三宅裕司のサンデーヒットパラダイス（ニッポン放送）       |
| 15 | 15:45 Buy Now | 15:00 三宅裕司のサンデーヒットパラダイス（ニッポン放送）       |
| 16 | 16:00 [第1・2・3（・4）週] まいどあり～ 16:15 [第1・2・3（・4）週] わくわくお届け便 （最終週）16:00〜16:30 里枝子の窓（上田放送局制作） | 16:00 ニュース・天気予報                                       |
| 16 | 16:00 [第1・2・3（・4）週] まいどあり～ 16:15 [第1・2・3（・4）週] わくわくお届け便 （最終週）16:00〜16:30 里枝子の窓（上田放送局制作） | 16:05 こんにちはドクター                                       |
| 16 | 16:30 武田徹の言葉はちから～朗読なかま大集合～                                                                                          | 16:20 スワンダフル（松本放送局制作）                           |
| 16 | 16:50 いいものテンミニッツ! | 16:45 ピックアップラジオショッピング                           |
| 17 | 17:00 ニュース・天気予報・交通情報 | 17:00 サンデー・ミュージックBOX                                |
| 17 | 17:10 Weekly Power Play | 17:00 サンデー・ミュージックBOX                                |
| 17 | 17:15 東信濃“ぷらっと”見聞録 | 17:00 サンデー・ミュージックBOX                                |
| 17 | 17:35 見酒、きき酒、語り酒（マール） （第1週）東信濃みどりの町のラジオマップ（上田放送局制作） （最終週）ふれあい21・こちら長野市です   | 17:00 サンデー・ミュージックBOX                                |
| 17 | 17:45 ウィークエンドネットワーク（TBSラジオ）                                                                                           | 17:00 サンデー・ミュージックBOX                                |
| 17 | 17:50 くぼひなのの今日もいい日なの! | 17:00 サンデー・ミュージックBOX                                |
| 18 | 18:00 ニュース・天気予報 | 18:00 ニュース・天気予報                                       |
| 18 | 18:05 （第1・3週）ミールケアPRESENTS 大人音楽倶楽部 （第2・4・5週）大人俳句倶楽部                                                       | 18:05 中澤佳子のうっぴぃステーション                           |
| 18 | 18:25 あの頃ソング | 18:05 中澤佳子のうっぴぃステーション                           |
| 18 | 18:30 峰竜太とみんなの信州（文化放送）                                                                                                  | 18:05 中澤佳子のうっぴぃステーション                           |
| 18 | 18:45 長谷川玲奈のレナのツボ | 18:05 中澤佳子のうっぴぃステーション                           |
| 19 | 19:00 問わず語りの神田伯山（TBSラジオ）                                                                                                 | 19:00 Sky presents 中村七之助のラジのすけ（朝日放送ラジオ）    |
| 19 | 19:30 ミスDJ SOUND GARDEN（文化放送）                                                                                                   | 19:30 今晩は 吉永小百合です（TBSラジオ）                       |
| 20 | 20:00 福山雅治と荘口彰久の「地底人ラジオ」（渋谷のラジオ）                                                                              | 20:00 ひなたまつり（新潟放送）                                 |
| 20 | 20:00 福山雅治と荘口彰久の「地底人ラジオ」（渋谷のラジオ）                                                                              | 20:30 プチ鹿島のラジオ19XX（山梨放送）                         |
| 21 | 21:30 もう中学生のおラジオ中 | 21:00 松山千春 ON THE RADIO（NACK5）                           |
| 22 | 22:00 なにわ男子の初心ラジ!（ニッポン放送）                                                                                             | 22:00 井上芳雄 by MYSELF（TBSラジオ）                          |
| 22 | 22:00 なにわ男子の初心ラジ!（ニッポン放送）                                                                                             | 22:30 岩崎宏美・良美の「お茶にする？」                         |
| 23 | 23:00 こてつのびんびんサタデー | 23:00 ももいろクローバーZ ももクロくらぶxoxo（ニッポン放送）   |
| 23 | 23:30 SixTONESのオールナイトニッポンサタデースペシャル（ニッポン放送）                                                                  | 23:30 水樹奈々 スマイルギャング（文化放送）                    |
| 0  | 23:30 SixTONESのオールナイトニッポンサタデースペシャル（ニッポン放送）                                                                  | 0:00 あにまにあ（北陸放送）                                    |
| 0  | 23:30 SixTONESのオールナイトニッポンサタデースペシャル（ニッポン放送）                                                                  | 0:30 熊木杏里 夢のある喫茶店（HBCラジオ）                      |
| 1  | 1:00 オードリーのオールナイトニッポン（ニッポン放送）                                                                                   | （0:49 - 5:00 放送休止）                                       |
| 2  | 1:00 オードリーのオールナイトニッポン（ニッポン放送）                                                                                   | （0:49 - 5:00 放送休止）                                       |
| 3  | 3:00 東京ポッド許可局（TBSラジオ） | （0:49 - 5:00 放送休止）                                       |
| 4  | 4:00 Music Palette♪（TBSラジオ） | （0:49 - 5:00 放送休止）                                       |

#### 特別番組
- SBCドリームナイター※4月 - 9月のみ
- SBCラジオスペシャル（不定期日曜 15:00 - 15:55）※毎年5月に放送
- SBCふれあいセンター 〜聴取者とともに〜（3か月間隔の不定期月曜 21:50 - 22:00）
- 長野オリンピック記念長野マラソン（毎年4月）
- 長野県縦断駅伝競走（毎年11月）
- 防災の日20○○[注釈 55]（毎年9月1日、FM長野・FMぜんこうじ共同制作）
- 箱根駅伝実況中継（文化放送より毎年1月2日・3日にネット）
- 天皇盃 全国男子駅伝実況中継（中国放送より毎年1月第3日曜 12:15にネット）

### 過去に放送した主な自社制作番組
平日朝
- スタートいちばん（1984年4月 - 2003年3月）
- あさいちラジオ
- おはよう!武田がト・オ・ル（2010年4月 - 2011年9月）
- モーニングワイド ラジオJ

平日昼前
- 朝のジョッキー（9:15 - 10:00）
- はいはいパートナー どなっつあんもSBCでこんにちは（9:00 - 11:45）
- 昼までワイド 今日もGOっきげん!（2000年4月 - 2003年3月）

平日昼過ぎ
- SBCタウンレーダー
- ときめきワイド 午後はおまかせ（1984年10月 - 1991年3月）
- ラジオ五人囃子（1991年4月 - 1995年3月）
- ちょっと腕まくり（1995年4月 - 1997年4月）
- できたてワイド ラジオどんぶり（1997年4月 - 2003年3月）
- おいしいワイド まるさか亭（2003年4月 - 2006年3月）
- わくわくわいど!アッパレ大通り（2006年4月 - 2008年3月）
- おとなりラジオ あらら…（2008年3月31日 - 2013年3月29日）
- 情報わんさかGOGOワイド!らじ★カン（2013年4月1日 - 2020年9月25日）
- 教えてドクター 相澤病院健康コラム
- こんにちは諏訪の空です

平日夕方
- 松本日産 夕焼けステーション
- SBCニュースウェーブ
- おかえりラジオ500
- YOUスタ 深志三丁目（2009年4月 - 2013年3月）
- WEEKDAY情報レーダー

平日夜
- SBCミュージックマンボウ（月曜、1994年10月 - 1997年9月）
- 小松ヤスロウのJamJam学園（月曜、1997年10月 - 1998年9月）
- やってこ!久野柿次郎（月曜）
- ちょっといい夜（水曜）

金曜日
- ラジオストーリー とことん金曜日（2001年4月 - 2003年3月）
- お好み電話リクエスト青春の日の歌謡曲
- ザ・ベストナイト（2009年10月 - 2010年4月）
- GO!GO!信州

土曜日
- 土曜ラジオパーク
- それいけドドド（1977年10月 - 1980年9月）
- 歌えとび出せ土曜の空に（1980年10月 - 1984年10月）
- らんらんサタデー今が聞きごろ（1984年10月 - 1991年3月）
- うきうきワイド 土曜痛快大通り（1991年4月 - 1998年3月）
- わくわくワイド Let's goラジオザウルス（1998年4月 - 1999年3月）
- わいわいワイド ラジオの王様（1999年4月 - 2008年3月）
- ラジオ出たとこ勝負!（2008年4月 - 2010年4月）
- バカボン鬼塚ユルゲラー（2010年4月 - 2011年9月）
- ともラジ（2011年4月 - 2025年4月）
- タイムスリップサタデー!（2008年4月 - 2008年9月）
- 上兼健の土曜ブレイクタイム（2012年8月 - 2017年3月）
- 天国のポスト（2004年4月 - 2013年3月）
- こてつと奈緒美のびんびんサタデー（2012年7月 - 2013年3月）
- こてつと万奈のびんびんサタデー（2013年4月 - 2014年10月）
- こてつとまなみのびんびんサタデー（2014年11月 - 2016年4月）
- Warriors On The Radio（2013年1月 - 2017年12月）
- アナらんど（2019年1月 - 2020年3月）
- サタデークライマックス（2002年10月 - 2003年9月）
- 今夜のオカズ（2011年1月 - 2012年5月）
- 西沢トオルのスペースジャック（1986年10月 - 1988年10月）
- 坂ちゃんの子の刻倶楽部（1988年10月 - 1991年3月）
- 大塚伊保のパジャマナイト（1991年4月 - 1993年4月）
- ガンバラネヴァランド（1993年4月 - 1994年4月）
- 山本さと子の土曜の恋人（2013年4月 - 2014年3月）
- 寺中せいなのミュージック・ラボ（2013年5月 - 2016年3月）
- マツモト魂
- 朝のレコードタイム
- ラジ校!
- C's channel（2008年4月 - 2009年3月）
- コイノジカン 〜日本一聞きたい恋愛授業（日曜→土曜、2007年4月 - 2009年3月）
- 加藤昌則のぶっとび！ クラシックでR（あ～る）（2023年10月 - 2024年3月）

日曜日
- なべさんの気楽な日曜日
- サンデーミュージックシーン 〜歌は時代をこえて〜（2005年4月 - 2007年3月）
- 音楽の扉 〜青春ディスコグラフィー〜（2007年4月 - 2008年3月）
- ザ・フォーク検定（2008年4月 - 2009年3月）
- フォーク名曲選（2009年4月 - 2010年3月）
- イトーヨーカドー サンデープラザ（1978年6月 - 1991年3月）
- ホリデーミュージックツアー
- SBC歌謡ベスト10（1977年4月 - 1991年11月）
- ラジオコロンブス（1991年11月 - 1993年4月）
- らじお音まんだら（1993年4月 - 1994年4月）
- ほわっとニューサンデー（1994年4月 - 1995年3月）
- サンデーワイド オレンジテラス（1995年4月 - 1998年4月）
- サンデーヒットぱらだいす（1998年4月 - 2002年3月）
- JOYFUL! 久保田祥江のミュージックワイド（2002年4月 - 2003年3月）
- ラジオDEアミーゴ（2006年10月 - 2008年3月）
- SAKUのシネマ&ポップス（2003年4月 - 2008年3月）
- さくっとラジオ 日曜日はSAKU平
- ぷらっとほーむ小海線（上田放送局制作）
- 男汁（オトコジル）（2007年10月 - 2009年3月）
- OTO Cafe（2009年10月 - 2012年4月）
- M's Cafe（1997年4月 - 2003年3月）
- さやかのsmiley smile（2009年4月 - 2009年9月）
- 武田徹の日曜音楽夢工房（1999年 - 2021年3月）
- 朝のサチエクラシック[注釈 56]
- トニー山根の昭和歌謡ヒットパレード
- とれたてラジオ!須坂・小布施・高山魅力発見
- YES!県民共済 聞いてなるほど。
- 北アルプス広域いいトコめぐり
- あなたに"e"メール

その他
- ROCKいんクライシ
- ほろ酔い電話リクエスト
- 武田徹の中年ど真ん中!!
- つれづれおはよう仲間
- おはようさわやかさん
- 週刊ラガジン
- 石井貴士のスマイルクルーズ（1999年10月 - 2002年3月）
- 直人のいただきナイトショック!!（2003年10月 - 2007年3月）
- 松本宵の口Magazine（2006年10月  - 2009年3月）
- カクテルトーク・かるいさわいろ
- JoHoo!（2005年4月 - 2009年9月）
- JICAグローバルセミナー〜武田徹の信州発国際協力〜
- ありがとう60年!ウイークリートクバン
- マイケアあさいちショッピング
- 長江健次の気ままに…やら️なぁ〜
- 戦後70年目の徹底討論

### ラジオカー
- SBCではラジオカーを長野県内各地に所有しており、平日の生ワイド番組などで最大3箇所（長野市からは毎日、その他の地域からは日替わりで1 - 2箇所）から中継を行っている。
- 現在の車両はすべて「ホンダ・フィットハイブリッド（2代目）」を使用しており、各地域ごとに色が異なる。なお先代の車両は「マツダ・デミオ」、先々代は「スズキ・スイフト」を使用していた。

#### ラジオカーリポーター
長野 - 美斉津千夏
上田 - 斉藤美穂
松本 - 山本道代
飯田 - 杉山愛

## テレビ

### 概要
- 年末年始の特別編成・災害・国政選挙投開票日などを除き、終夜放送は実施していない[注釈 58]。一時期、試験的にTBSニュースバードを放送していた。
- 毎年2月中旬の週末午後にJNN系全国ネットの特別番組を制作・放送しているが、番組の送出・スポンサー配信はキー局のTBSテレビが行っている[注釈 59]。

### テレビネットワークの移り変わり
- 1958年（昭和33年）10月25日 - テレビ放送開始。日本テレビ・ラジオ東京テレビ（現・TBSテレビ）とネットを組む。
- 1959年（昭和34年）
  - 3月1日 - この日開局したフジテレビ・日本教育テレビ（NETテレビ、現・テレビ朝日）とネットを組みフリーネット制に移行。
  - 8月1日 - JNNに加盟。ニュースはラジオ東京テレビ単独系列、他はフリーネットとなる。
- 1967年（昭和42年）6月 - 民間放送教育協会に加盟。
- 1969年（昭和44年）4月1日 - 長野放送が開局し、同局にフジテレビ系の全番組が移行される。同時に、NETテレビ・日本テレビの一部の番組も長野放送に移行される。
- 1975年（昭和50年）3月31日 - 東阪ネット再編成により、朝日放送テレビ制作の一部の全国ネット番組が長野放送へ移行したが、一部の番組はそのまま引き続き1991年（平成3年）3月31日までネットを続ける。入れ替わりに長野放送から毎日放送制作の一部の全国ネット番組が移行され、すでに放送されていた番組とともに統一される。
- 1980年（昭和55年）10月1日 - 日本テレビ・テレビ朝日両系列のクロスネット局のテレビ信州が開局して本放送を開始し、これにより、大半の両系列の番組がテレビ信州に移行されるが、編成の関係上、同局でネットできない両系列の番組はそのまま引き続きネットを継続する。
- 1984年（昭和59年）4月 - TBSテレビ系列のナイター中継の最大30分延長に対応した番組編成とするため、『太陽にほえろ!』などの日本テレビ系の同時ネット番組が廃止される[注釈 60]。これとともに少しずつ、ローカル枠以外のゴールデンタイムの編成から日本テレビ・テレビ朝日の番組が編成から外れる。
- 1991年（平成3年）4月1日 - テレビ朝日系列のフルネット局である長野朝日放送が開局し、本放送を開始。これにより一部残っていた日本テレビの番組がテレビ信州へ、民教協制作分以外のテレビ朝日の番組が長野朝日放送へ移行され、名実ともにTBS系列のフルネット局となった。

### 送信所

#### デジタル放送

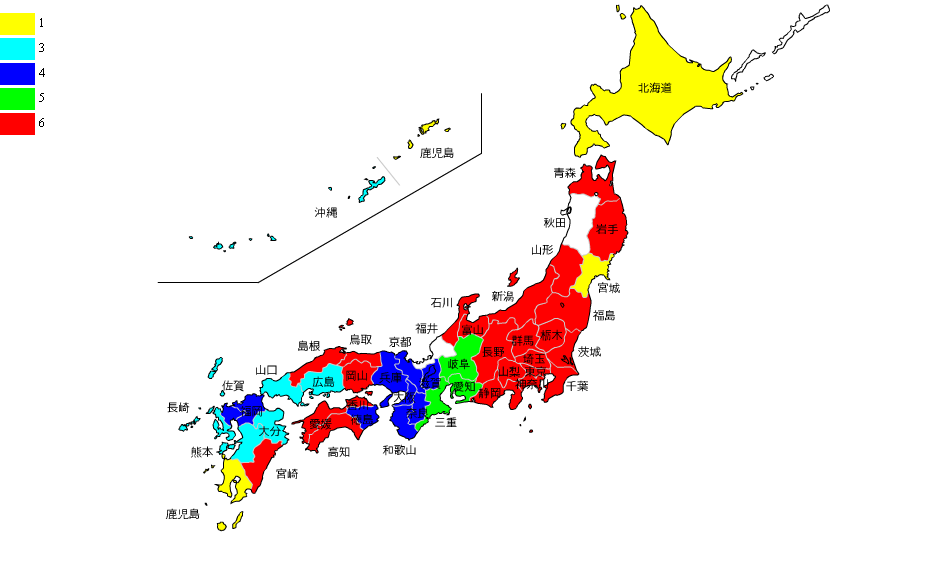
JNN系列のリモコンキーID地図

##### 親局
- 美ヶ原 16ch 1 kW 2006年10月1日開局[注釈 61]（リモコンキーIDは6）[68]

##### 中継局
- 善光寺平 36ch 20W
- 松本 23ch 10W
- 岡谷諏訪 51ch 20W
- 伊那 23ch 10W
- 飯田 36ch 100W
- 真田 23ch 10W
- 山ノ内 16ch 1W
- 佐久 51ch 3W
- 白馬 23ch 3W
- 戸倉上山田 23ch 1W
- 飯山 51ch 5W
- 岡谷川岸23ch 0.3W
- 軽井沢 23ch 1W
- 大町 51ch 3W
- 明科 37ch 1W
- 塩尻東 37ch 1W
- 木曽福島 57ch 1W
- 高遠 32ch
- 上松 16ch
- 辰野 37ch
- 大岡西 36ch
- 麻績 36ch
- 戸隠陣場平 36ch
- 倉本 23ch
- 八千穂 16ch
- 富士見 16ch
- 牟礼 37ch
- 信州新町 37ch
- 坂城 36ch
- 望月 23ch
- 南牧 23ch
- 中条 37ch
- 駒ヶ根中沢 37ch
- 飯田阿智 31ch
- 飯田川路 23ch
- 白樺湖中継局 32ch
- 飯山愛宕 36ch
- 飯山奈良沢 36ch
- 山ノ内湯ノ原 23ch
- 西裾花台 36ch
- 長野西 23ch

出典

#### アナログ放送
2011年7月24日停波時点

##### 親局
- 美ヶ原[注釈 62] 11ch 1 kW

##### 中継局
- 辰野 5ch
- 飯田 6ch
- 諏訪 6ch
- 飯山 6ch（垂直偏波）
- 木曽福島 6ch
- 信州新町 6ch
- 明科 6ch
- 長門 6ch
- 麻績 6ch
- 真田 7ch
- 大町 7ch
- 上松 10ch
- 阿南 10ch
- 売木 10ch
（阿南町新野方面へは垂直偏波）
（売木村方面へは水平偏波）
- 南木曽 10ch
- 高遠 12ch
- 山ノ内 12ch
- 佐久 24ch
- 大岡西 27ch
- 富士見 32ch
- 開田西野 32ch
- 塩尻東 33ch
- 小谷 36ch
- 望月城山 37ch
- 栄村 37ch（垂直偏波）
- 長野西 37ch
- 松本 40ch[注釈 63]
- 富士見瀬沢 40ch
- 南牧 43ch
- 坂城 43ch
- 大桑 43ch
- 飯山奈良沢44ch
- 車山 44ch
- 白馬 45ch
- 伊那野底 45ch
- 鬼無里 45ch
- 須坂南原 45ch
- 遠山 46ch
- 善光寺平 48ch
- 戸隠陣場平 48ch
- 長野西条 49ch
- 岡谷川岸 50ch
- 天龍平岡 54ch
- 木曽杭ノ原 54ch
- 中川田島 54ch
- 中川小和田 54ch
- 塩尻西条 54ch
- 開田末川 54ch
- 飯田川路 54ch
- 伊那 55ch
- 川上 55ch
- 飯田阿智 55ch
- 四賀会田 55ch
- 戸倉上山田 55ch
- 軽井沢 55ch
- 牟礼 56ch
- 八千穂 56ch
- 望月 56ch
- 飯山愛宕 56ch
- 飯山桑名川 56ch
- 小川瀬戸川 56ch
- 駒ヶ根中沢 56ch
- 若穂 56ch（垂直偏波）
- 本城乱橋 56ch
- 山ノ内湯ノ原 57ch
- 須坂東 57ch
- 木祖楢川 58ch
- 阿南北条 58ch（垂直偏波）
- 白樺湖 58ch
- 長野松代 59ch
- 更埴 60ch
- 倉本 61ch
- 中条 61ch

### 現在放送中の番組
- 2024年8月現在。詳細は、公式サイトのテレビTOPページならびに週間番組表を参照。

#### 自社制作番組
※4Kは4K解像度制作
- ずくだせテレビ（月曜 - 金曜 13:55 - 15:43）
- SBCニュースワイド（月曜 - 金曜 18:15 - 18:54）
- 信毎ニュース（月曜 - 木曜 22:57 - 23:00、金曜 22:54 - 23:00、土曜 - 日曜 21:54 - 22:00）
- YES!ものづくり（月曜 18:54 - 19:00）
- あばれる君のカム!カム!High School!!（第1・2火曜 18:54 - 19:00）
- ?クイズ!違和感を探せ!（第4火曜 18:54 - 19:00）
- SBCスペシャル（水曜 19:00 - 20:00）
- オレンジ魂 週刊パルセイロ（木曜 18:54 - 19:00）
- J One Soul 山雅TV（金曜 18:54 - 19:00）
- キャンたび（土曜 0:43 - 0:48（金曜深夜））
- サステナブルうっぴぃ
- もう中の教えて高校生 信州のためになるよ～（第1土曜 9:25 - 9:30）
- エコロジー最前線（土曜 17:00 - 17:15）
- SBCニュース（土曜 17:15 - 17:30）
- 知っとく!なっとく!学んどく!?信州の防災・減災（日曜 22:54 - 23:00）
- SBCドキュメンタリー（月曜 0:58 - 1:53（日曜深夜））
- HOT情報（火曜 - 金曜 15:43 - 15:49、月・火曜（深夜）・2:00 - 2:07、水曜（深夜）・ 1:56 - 2:03、木曜（深夜）・2:12 - 2:19）
- よる☆コレ（月・火・水曜（深夜）0:55 - 1:00、木曜（深夜）0:56 - 1:02）
- みてねっと!（金曜（深夜）1:18 - 1:23、土曜（深夜）1:58 - 2:00）
- わたしたちエコ・キッズ宣言（CM中）
- 田村淳メインMCのバラエティ番組（タイトルは毎回変わる。毎年2月） - TBSテレビ系全国ネットで放送。
- 長野県市町村対抗駅伝競走大会（毎年4月）
- 夢テレビ!（10月第1週[注釈 64]日曜 9:54 - 11:24、12:54 - 16:54）
- 高校入試チェック&ゴール（毎年冬季に放送）
- ラーメン屋さん言っちゃいな!（不定期放送）
- TOKYO MOTOR SHOW TV（東京モーターショー開催年の11月下旬、東京支社が制作、TBS以外のJNN全国ネット）
- 松本山雅FCホームゲーム中継（スカパー!→DAZN制作分も担当）
- AC長野パルセイロホームゲーム中継
- 諏訪湖祭湖上花火大会中継（毎年8月15日） - BS-TBSとの共同制作。BSでは生中継、地上波では『SBCスペシャル』で放送。

#### ネット番組

##### TBS系ローカルセールス
太字は同時ネット
- 噂の!東京マガジン（月曜 10:25 - 11:20、BS-TBS制作）
- キユーピー3分クッキング（月曜 - 金曜 11:20 - 11:30・土曜 12:00 - 12:10、CBCテレビ制作）[注釈 65]
- Nスタ（月曜 - 金曜 15:49 - 18:15[注釈 66][注釈 67]）
- まちイチ nice to people（月曜 9:55 - 10:25、CBCテレビ制作）
  - 夜のまちイチ（不定期放送）
- かまいたちの知らんけど（火曜 23:56 - 翌0:55、毎日放送制作）
- 週刊さんまとマツコ（水曜 0:59 - 1:30（火曜深夜））
- それって実際どうなの会（水曜 20:00 - 21:00）
- ニノなのに（水曜 21:00 - 21:57）
- ひらめけ!うんぴょこちゃんねる（土曜 0:48 - 1:18（金曜深夜））
- サンドのぼんやり〜ぬTV（土曜 1:23 - 1:53、東北放送制作）
- 憧れの地に家を買おう（土曜 5:45 - 6:40、BS-TBS制作）
- バナナマンの早起きせっかくグルメ!!（土曜 6:40 - 7:30）
- 王様のブランチ・第1部（土曜 9:30 - 11:45） - 休止になる場合あり。
- 有田哲平とコスられない街（日曜 0:28 - 0:58（土曜深夜））
- 有吉ジャポンII ジロジロ有吉（日曜 0:58 - 1:28（土曜深夜））
- 住人十色（日曜 6:15 - 6:45、毎日放送制作）
- サンデージャポン（日曜 9:54 - 11:24）
- S☆1（月曜 0:50 - 0:58（日曜深夜）[注釈 68]）
- ゴゴスマ -GO GO!Smile!-（不定期放送[注釈 69]、CBCテレビ制作）
- ドキュメンタリー「解放区」（不定期放送）

##### テレビ東京系
- 川島明の辞書で呑む（火曜 0:59 - 1:30（月曜深夜））
- じっくり聞いタロウ〜スター近況（秘）報告〜（水曜 1:30 - 2:00（火曜深夜））
- ソレダメ!〜あなたの常識は非常識!?〜（水曜 23:56 - 0:55）
- モヤモヤさまぁ〜ず2（木曜 0:59 - 1:56（水曜深夜））
- ドラマ24（金曜 1:34 - 2:14（木曜深夜））
- ソロ活女子のススメ4（土曜 1:23 - 1:53（金曜深夜））
- 出川哲朗の充電させてもらえませんか?（土曜 12:10 - 13:05）
- 家、ついて行ってイイですか?（土曜 13:05 - 14:00）
- 日経スペシャル ガイアの夜明け（土曜 16:00 - 16:55）
- デカ盛りハンター（日曜 1:28 - 1:58（土曜深夜））
- タクシー運転手さん一番うまい店に連れてって!（日曜 14:00 - 14:54）
- THEカラオケ★バトル（不定期放送）
- 緊急SOS!池の水ぜんぶ抜く大作戦（不定期放送）

##### その他
- Music B.B. Japan（火曜 1:30 - 2:00（月曜深夜））
- いろはに千鳥（金曜 1:02 - 1:34（木曜深夜））

##### 民間放送教育協会の番組
- 日本のチカラ（日曜 5:45 - 6:15）

### 過去に放送した番組

#### 自社制作番組
- ほっとスタジオSBC通り→ほっとスタジオSBC
- Uパレード
- 3時は!ららら♪
- 信州まるごとワイド。キャッチ!
- NEWS キャッチ!
- SBC News6
- 総力報道!THE NEWS SBC
- SBCニュースウィークリー
- マジテレ!
- SBC特集
- Kiss
- Kiss!MusicChannel
- みどりのたより
- JR週末情報→JRレールに乗って
- SBCニュース&スポーツ（週末のローカルニュース）
- WEEK END バーガー
- GOOD DAY 245
- ズームイン信州
- 味の素日曜教室
- 私たちの周辺
- きょうの人
- オンエア8:00
- きょうの視点
- テレビ県民室
- SBCニュース JNN
- すっぴん☆
- 346Bar
- ナウマンゾウのメガホン
- 聞いてみよう! 投資の話〜野村證券インフォメーション〜
- 中澤佳子のウキウキ！HAPPY！ドライブ 『うぴドラ』
- 4K 空たび77 ※4K

#### ネット番組

##### CBCテレビ
- 天才クイズ
- 週刊!健康カレンダー カラダのキモチ
- 土曜 7:30アニメ枠
  - モンスターファームシリーズ→真・女神転生デビチル→星のカービィ
- 美少女戦士セーラームーン（実写版）
- 平成第2期ウルトラシリーズ（ハイコンセプトウルトラマンシリーズ）
  - ウルトラマンネクサス→ウルトラマンマックス→ウルトラマンメビウス
- 本能Z
- ハートフルワールド

##### 毎日放送
- 腸捻転解消後にネット開始
  - アップダウンクイズ
  - まんが日本昔ばなし
  - わんぱく大昔クムクム
  - 宇宙鉄人キョーダイン
  - 江戸特捜指令
  - 大鉄人17（1977年4月5日 - 11月29日[69]）
  - まんが偉人物語
  - 愛の戦士レインボーマン
  - 超時空シリーズ
    - 超時空要塞マクロス→超時空世紀オーガス→超時空騎団サザンクロス

  - ヤングおー!おー!（1982年4月4日[70] から番組終了まで）
  - レインボー
  - 痛快!明石家電視台（1992年4月10日 - 2019年9月24日[注釈 70][71]）
  - 平成第1期ウルトラシリーズ
    - ウルトラマンティガ→ウルトラマンダイナ→ウルトラマンガイア

  - 平成第2期ウルトラシリーズ（ハイコンセプトウルトラマンシリーズ）
    - ウルトラマンコスモス

  - 交響詩篇エウレカセブン
  - 深夜食堂
  - 女くどきくどき飯（Season1）
  - 闇金ウシジマくん - Season1の放送はなし。
  - 咲-Saki- - 2016年度のドラマ版を放送（2017年1月10日 - 1月31日に本編ドラマ、2月7日に特別編を放送）。アニメ版については、3作とも県内の放送局では未放送となっている。
    - 咲-Saki- 阿知賀編 episode of side-A

  - 進撃の巨人 Season 2 - Season1の放送はなし、Season3はNHK長野総合で放送。
  - 伊藤くん A to E
  - 恋する香港
  - 賭ケグルイ シリーズ（テレビドラマのみ。アニメは放送なし）
  - この恋はツミなのか!?
  - 都立水商! 〜令和〜
  - SEDAI WARS
  - 死にたい夜にかぎって
  - 戦え!スポーツ内閣
  - 映像研には手を出すな!
  - HIGHSPEED Étoile
- 腸捻転解消時にNBSから移行
  - 仮面ライダーシリーズ - 『仮面ライダーX』以前はNBSで放送（『仮面ライダーアマゾン』は放送せず）。平成以降はabnで放送。
    - 仮面ライダーストロンガー→仮面ライダー (スカイライダー)（番組スタートから1980年9月まで遅れネット）→仮面ライダースーパー1（第24話から遅れネット）→仮面ライダーBLACK→仮面ライダーBLACK RX

  - 野生の王国 - NBS開局前にもネットしていた。
- 腸捻転解消以前からネット
  - がっちり買いまショウ
  - 毎日放送制作土曜朝のワイドショー
    - ウィークエンドモーニングショー（1966年4月2日[72] - ）→八木治郎ショー→八木治郎ショー・いい朝8時→すてきな出逢い いい朝8時→いい朝8時→リアルタイム→サタモニ!→知っとこ!

  - 皇室アルバム
- 腸捻転解消以前にネット
  - おそ松くん - アニメ第1作を放送。第2作はNBSで放送。後の『おそ松さん』は、県内の放送局では未放送となっている。
  - 変身忍者 嵐（1972年4月1日 - 1973年2月16日[73]） - 先行ネット。
  - ジャンボーグA（1973年6月18日 - 1974年6月17日[74]）
  - 昆虫物語 新みなしごハッチ（1974年5月1日 - 10月31日[75]） - 第1作はNBSで放送、リメイク版は放送なし。
  - エースをねらえ!（第1作[注釈 71]、1974年6月24日 - 1975年1月27日[76]） - ドラマ版はabnで放送。
  - ジャングル黒べえ（1973年3月2日 - 9月28日[77]） - 先行ネット。

##### テレビ東京系
- グロイザーX
- スパイダーマン
- 百獣王ゴライオン
- 機甲艦隊ダイラガーXV
- 未来ロボ ダルタニアス
- 宇宙大帝ゴッドシグマ
- アタッカーYOU!
- 新世紀エヴァンゲリオン
- 学級王ヤマザキ
- Get Ride! アムドライバー
- 遊☆戯☆王デュエルモンスターズ
- デュエル・マスターズ
- 銀魂 - 第1期のみを放送。
- NARUTO -ナルト- → NARUTO -ナルト- 疾風伝
- BLEACH
- 妖怪ウォッチ→妖怪ウォッチ シャドウサイド→妖怪ウォッチ!→妖怪学園Y 〜Nとの遭遇〜→妖怪ウォッチ♪
- タモリの音楽は世界だ
- ビューティフル ジョー
- 浅草橋ヤング洋品店 → ASAYAN
- MUSIX!
- クイズ赤恥青恥
- 決戦!クイズの帝王
- 出動!ミニスカポリス
- ペット大集合!ポチたま
- ココリコミリオン家族
- 元祖!でぶや
- アリケン
- やりすぎコージー
- ざっくりハイタッチ
- じわじわチャップリン→にちようチャップリン→そろそろ にちようチャップリン
- 突撃!しあわせ買取隊
- 一茂&良純の自由すぎるTV
- 出没!アド街ック天国（abnから移行するも途中打ち切り、現在はNBSで放送）
- 博多華丸のもらい酒みなと旅→博多華丸のもらい酒みなと旅2
- ドラマ24の作品[注釈 72]。
  - 嬢王 Virgin→嬢王3 〜Special Edition〜→モテキ→ここが噂のエル・パラシオ→撮らないで下さい!!グラビアアイドル裏物語→クローバー→勇者ヨシヒコと魔王の城→勇者ヨシヒコと悪霊の鍵→まほろ駅前番外地→殺しの女王蜂→なぞの転校生→リバースエッジ 大川端探偵社→アオイホノオ→玉川区役所 OF THE DEAD→怪奇恋愛作戦→不便な便利屋→初森ベマーズ→孤独のグルメ Season5→東京センチメンタル→ナイトヒーロー NAOTO→侠飯〜おとこめし〜→勇者ヨシヒコと導かれし七人→バイプレイヤーズ 〜もしも6人の名脇役がシェアハウスで暮らしたら〜→孤独のグルメ Season6→下北沢ダイハード→新宿セブン→オー・マイ・ジャンプ! 〜少年ジャンプが地球を救う〜→孤独のグルメ Season7→GIVER 復讐の贈与者→忘却のサチコ→フルーツ宅配便→きのう何食べた?→Iターン→孤独のグルメ Season8→コタキ兄弟と四苦八苦→浦安鉄筋家族→40万キロかなたの恋
- KOZY'S NIGHT 負け犬勝ち犬
- 孤独のグルメ（Season1 - Season4）
- 逆向き列車
- アラサーちゃん 無修正
- 山田孝之の東京都北区赤羽
- ミリオンジョー
- 三越テレショップ
- レディス4→L4 YOU!（2016年3月打ち切り）
- 太陽の牙ダグラム
- たこやきマントマン
- 病院の治しかた〜ドクター有原の挑戦〜
- 乃木坂って、どこ?（テレビ愛知制作、2012年10月7日 - 2015年5月17日[78]）
- THE フィッシング（テレビ大阪制作）
- 和風総本家（テレビ大阪制作）
- ゴッドタン（2022年9月打ち切り、番組自体は継続中）

##### 日本テレビ系
TSB開局まで。※印はTSBフルネット化まで。☆はTSB開局後番販ネットで放送。
- あなたのワイドショー（1973年10月1日から[79]）→ミセス&ミセス→ルックルックこんにちは
- 11PM（月曜と金曜のみネット）
- ごちそうさま（1976年4月5日 - 1991年3月29日[80]）※
- 遠くへ行きたい（1975年4月6日 - 1976年3月21日[81]）
- おしゃれ（『オシャレ30・30』からTSBにネット移行）→三枝成章の気まぐれ
- 巨泉のこんなモノいらない!?☆（1987年10月13日 - 1988年6月21日[82]）
- うそつきクイズ→クイズ スクエア→三枝の爆笑夫婦→今日もワクワク→SAKAIです〜デザートーク〜
- それは秘密です!!※
- アメリカ横断ウルトラクイズ - 第2回と第3回を放送。第1回はNBSで放送。
- 花王ワンダフルクイズ→ゲームの王様→こまどり姉妹ショー→私のクイズ→歌う王冠→踊って歌って大合戦→こんばんは親子です→チック・タックのフライマン→レ・ガールズ→どんとこい、天才!→三橋達也のザ・ベストカップル→ドリフのドパンチ!学園→紅白対抗ドレミファ大作戦→ドレミファ学園→ハッチャキ!!マチャアキ→コント55号のなんでそうなるの?（第1期）→マチャアキのシャカリキ大放送!!→コント55号のなんでそうなるの?（第2期）→カックラキン大放送!!（第1期）→コント55号のなんでそうなるの?（第3期）→カックラキン大放送!!（第2期）（1984年4月からTSBにネット移行）
- 日本プロレス中継→全日本プロレス中継☆（1985年10月からTSBにネット移行）
- 太陽にほえろ!（1982年3月までは同時ネット、1982年4月から1984年3月までは遅れネット、1984年4月からTSBにネット移行）
- 大都会シリーズ - 再放送はTSBでも行われた。
- 大追跡（1978年4月5日 - 12月6日[83]）
- 俺たちの勲章
- 探偵物語
- 刑事物語'85☆（1985年7月20日 - 1986年2月22日[84]）
- 誇りの報酬 ☆
- あぶない刑事☆ - 『もっとあぶない刑事』はTSBで放送された。
- あきれた刑事☆
- 日産スター劇場
- 土曜グランド劇場
  - 熱中時代（刑事編と教師編第2シリーズの第12話まで放送。）
- スター誕生!（TSB開局後も最終回までこのままネット）→クローズアップNOW→クイズ ラブラブジャンプ
- 笑点（1975年10月12日ネット開始[85]）※
- ワールドクイズ・カンカンガク学
- 日曜20時枠
  - 青春とはなんだ→これが青春だ→でっかい青春→進め!青春→コント55号の裏番組をぶっとばせ!→おれは男だ!→飛び出せ!青春→おこれ!男だ→てんつくてん→われら青春!→水もれ甲介→おふくろさん→俺たちの旅→俺たちの朝→俺たちの祭→青春ド真中!→西遊記（第1シリーズ）→俺たちは天使だ!→西遊記II→猿飛佐助（最終回のみTSBで放送[86]）
- 東芝ファミリーホール特ダネ登場!?→謎のカーテン!?→逆転クイズ スーパービンゴ→ヨッちゃん・ぼんちのアイドル大集合!→おてんば宇宙人（TSB開局後もネット）[87]
- 水曜20時枠
  - おひかえあそばせ→気になる嫁さん→パパと呼ばないで→雑居時代→マチャアキのガンバレ9時まで!!→俺たちの勲章→気まぐれ天使→気まぐれ本格派→ゆうひが丘の総理大臣→あさひが丘の大統領→痛快!ピッカピカ社員→俺はおまわり君→先生は一年生
- 新・エースをねらえ!（1978年10月25日 - 1979年4月18日[88]、第1作も放送。）
- 快獣ブースカ
- 丸出だめ夫（ドラマ版を放送。1966年3月11日 - 1967年3月31日[89]、第40話で打ち切り）
- 赤き血のイレブン
- 正義を愛する者 月光仮面（1972年1月20日 - 10月12日[90]） - 実写シリーズも放送。
- 青春アニメ全集（1986年4月26日 - 12月27日[91]）
- サンダーマスク（1972年10月8日 - 1973年4月1日[92]）
- 流星人間ゾーン
- アストロガンガー
- スーパーロボット レッドバロン
- ガンバの冒険
- 元祖天才バカボン
- ベルサイユのばら（1979年10月15日 - 1980年3月31日[93]）
- 鉄腕アトム (アニメ第2作)☆（1980年10月3日 - 1982年4月30日[94]）
- 日立ドキュメンタリー すばらしい世界旅行
- 驚異の世界（1977年4月1日 - 9月30日[95]）
- トヨタドキュメンタリー 知られざる世界
- 健康増進時代※
- 全国高等学校サッカー選手権大会（県大会は1999年までSBCで放送[96]）※
- 水曜ロードショー（現在の「金曜ロードショー」。別タイトル（「土曜映画劇場」）で土曜深夜に遅れネット）
- ワイルド7（1972年10月19日 - 1973年4月5日[97]）
- 実践!ゲートボール（TSBフルネット化後も最終回まで放送）
- シャープ・スターアクション!
- 家なき子（1977年度のアニメ版を放映）→宝島
- シャープクライマックス 人生はドラマだ
- 戦え!超ロボット生命体トランスフォーマー→戦え!超ロボット生命体トランスフォーマー2010→トランスフォーマー ザ☆ヘッドマスターズ→トランスフォーマー 超神マスターフォース→戦え!超ロボット生命体 トランスフォーマーV
- 心のともしび
- 火曜日の女シリーズ
- お笑いマンガ道場（中京テレビ、途中TSBにネット移行）
- 読売テレビ制作土曜19時台前半枠（金曜 19:00 - 19:30）
  - 黄金バット→巨人の星→天才バカボン（1971年10月2日 - 1972年7月1日[98]）
  - 隆一まんが劇場 おんぶおばけ→冒険コロボックル
  - 全日本歌謡選手権→そっくりショー（第4期）→新・巨人の星→宇宙戦艦ヤマト2→新・巨人の星II→宇宙空母ブルーノア
- タイガーマスク
- 侍ジャイアンツ
- スターウルフ（読売テレビ制作、1978年4月6日 - 9月28日[99]）
- びっくり日本新記録
- ムーの白鯨（読売テレビ制作）
- 細うで繁盛記（読売テレビ制作、1971年当時は月曜22時に放送）

##### NET→テレビ朝日系
abn開局まで。※印はTSB開局まで。☆はTSB開局後番販ネットで放送。
- 少年徳川家康→一休さん[注釈 73]→The・かぼちゃワイン[注釈 74]
- がんばれ!レッドビッキーズ
- 生徒諸君!（1980年版）
- ドラえもん（1979年6月8日 - 1980年9月26日[100]）※
- タイガーマスク二世（1981年5月4日 - 1982年2月1日[101]）☆
- あさりちゃん (1982年2月8日 - 1983年3月7日[102])☆
- 題名のない音楽会（1966年4月17日 - 10月9日[103]）
- モーニングショー（1965年10月1日ネット開始[104]）※
- アフタヌーンショー（1969年4月7日ネット開始[105]）※
- 特別機動捜査隊（1局時代のみ。1971年NBSに移行）
- 象印歌のタイトルマッチ→スターものまね大合戦→ヒット作戦 1!2!3!→ライバル対抗大合戦!
- 象印クイズ ヒントでピント（TSB開局後も、時差ネットも含め、TSBには移行されなかった。1987年10月4日ネット休止[106]。その後、abn開局後の1991年4月7日にネット再開された[107]。）
- あまから問答
- 西部警察 (PART1)→西部警察 PART-II→西部警察 PART-III
- 私鉄沿線97分署
- フジ三太郎（1982年版）
- 明日の経営戦略
- 火曜21時枠時代劇（月曜21時に放送）※
  - 鬼平犯科帳（NET版第1シリーズ）→大忠臣蔵→荒野の素浪人→荒野の用心棒→破れ傘刀舟 悪人狩り→破れ奉行→江戸の鷹 御用部屋犯科帖→破れ新九郎→半七捕物帳→江戸の牙→鬼平犯科帳 (萬屋錦之介)
- 水曜21時枠時代劇（2局時代は火曜22時に放送）
  - 日本剣客伝→新・日本剣客伝→日本任侠伝→燃えよ剣→宮本武蔵→軍兵衛目安箱→半七捕物帳 (平幹二朗)→さすらいの狼→長谷川伸シリーズ→新書太閤記→女・その愛のシリーズ→右門捕物帖 (1974年のテレビドラマ)→鬼平犯科帳 (丹波哲郎)→徳川三国志→人魚亭異聞 無法街の素浪人
- 木曜22時枠ドラマ（NBSより移行。1980年9月までは月曜22時に放送。TSB開局後は「月曜ロードショー」のネット開始に伴い火曜22時に放送）
  - 非情のライセンス（第3シリーズのみ。第1シリーズ - 第2シリーズはNBSで放送）
  - 海峡物語
  - 野望
  - 悪女について
  - 判決
- 日曜20時時代劇枠（途中でNBSに移行）
  - 旅がらすくれないお仙
  - 緋剣流れ星お蘭
- 欽ちゃんのどこまでやるの!?※
- 緊急指令10-4・10-10
- 人造人間キカイダー→キカイダー01
- 愛の戦士レインボーマン（実写版）→ダイヤモンド・アイ→電撃!! ストラダ5
- がんばれ!!ロボコン→ロボット110番
- アクマイザー3
- 川崎敬三の料理ジョッキー
- 明色お笑いゲーム合戦
- 月曜19時台前半アニメ枠
  - 海賊王子→魔法使いサリー（第1シリーズ）→ひみつのアッコちゃん（第1シリーズ、1969年3月6日 - 1970年12月17日[108]）
- 鉄道公安36号
- 素浪人 月影兵庫（モノクロ版）
- 次郎長三国志 (1974年のテレビドラマ)
- ポーラ名作劇場
- ナショナルゴールデン劇場（1971年NBSに移行）
- ザ★ゴリラ7
- ピコリーノの冒険（朝日放送テレビ制作）
- はいからさんが通る→おはよう!スパンク→とんでモン★ぺ→レディジョージィ!→とんがり帽子のメモル☆（朝日放送テレビ制作、1984年3月27日 - 8月28日[109]）
- GARACTIC PATOROL レンズマン（朝日放送テレビ制作）
- 新婚さんいらっしゃい!（朝日放送テレビ制作）※
- 世界一周双六ゲーム（朝日放送テレビ制作、TSB開局後も、時差ネットも含め、TSBに移行されず、最終回までネット。）
- 腸捻転（東阪ネット再編成）解消までネットされた朝日放送テレビ制作番組
  - 夫婦善哉
  - はじめ人間ギャートルズ
  - シャボン玉寄席→シャボン玉プレゼント - 1975年3月28日、腸捻転の解消とともに打ち切り[110]。長野県における同番組のネットは、5年半後に開局したTSBが引き継いだ。
- 腸捻転解消後もネットし、途中NBSへ移行またはTSB開局まで継続された朝日放送テレビ制作番組
  - 必殺シリーズ
    - 必殺仕掛人→必殺仕置人→助け人走る→暗闇仕留人→必殺必中仕事屋稼業→必殺仕置屋稼業（※『必殺仕業人』よりNBSへ移行）

  - 霊感ヤマカン第六感
- 腸捻転解消後もネットし、NBSまたはTSBへ移行せずに継続された朝日放送テレビ制作番組
  - プロポーズ大作戦

##### フジテレビ系
NBS開局まで
- スター千一夜
- ズバリ!当てましょう（NBS開局後もしばらくネット）
- 銭形平次 (大川橋蔵)（第104話まで）
- ライオン奥様劇場
- 鉄腕アトム (アニメ第1作)（モノクロ作品）→悟空の大冒険
- 忍者部隊月光（1964年1月3日 - 1965年12月31日、同時ネット。第104話をもって打ち切り[111]）
- ハリスの旋風
- マグマ大使
- キンカン素人民謡名人戦
- 三匹の侍
- 妖怪人間ベム（1968年10月8日 - 1969年4月1日、アニメ版を放送[112]。2011年のテレビドラマはTSBで放送）
- 新春スターかくし芸大会（『新春かくし芸大会』の前身。1968年1月1日放送分を30分遅れで放送[113]）
- 若者たち
- 仮面の忍者 赤影（関西テレビ制作、1967年4月5日 - 1968年3月27日[114]、 特撮版を放送）先行放送

NBS開局後
- UEFAチャンピオンズリーグ・マガジン

##### 民間放送教育協会
- 親の目・子の目
- 生きる×2
- いきいき!夢キラリ
- 発見!人間力
- 日本!食紀行

##### 番組購入
- のの湯 心も体もほっこりあったまる 不器用女子たちの銭湯ものがたり!（BS12 トゥエルビ制作）
- アニメ魂（アニメスピリッツ）枠作品
- MU-GEN（チバテレ制作）
- バカヂカラ（TOKYO MX制作）
- Channel a（tvk制作）
- 戦国鍋TV 〜なんとなく歴史が学べる映像〜（tvk幹事・制作、チバテレ・テレ玉・サンテレビ共同制作）
- あの夏で待ってる（地元・小諸市を舞台にしたUHFアニメ）
- ラブライブ!（UHFアニメ）→ラブライブ!サンシャイン!!（UHFアニメ）[注釈 75]
- 君は放課後、宙を飛ぶ
- ジャンクション29（「2019『ジャンクション29』」制作委員会制作）
- 邪神ちゃんドロップキック （「邪神ちゃんドロップキック」制作委員会制作）
- GO!GO!にんじゃぽん
- プラオレ!〜PRIDE OF ORANGE〜（UHFアニメ）
- 東京卍リベンジャーズ
- ダンジョン飯
- 逃げ上手の若君
- 内村さまぁ～ず

## 情報カメラ設置ポイント
- 長野市（本社屋上鉄塔）
- 松本市
- 上田市
- 諏訪市（諏訪放送局屋上鉄塔）
- 佐久市
- 飯田市

## アナウンサー

### 現在

#### 男性
- 1999年4月 - 丸山隆之（南日本放送から移籍、アナウンス部専任部長[115]）
- 2004年4月 - 飯塚敏文（北陸朝日放送から移籍）
- 2007年4月 - 宮入千洋（北日本放送から移籍）
- 2012年4月 - 久野大地
- 2015年4月 - 尾関雄哉
- 2022年4月 - 佐々木一朗[116]
- 2025年4月 - 山崎航（福井放送から移籍）

#### 女性
- 1996年4月 - 中澤佳子（アナウンス部長）
- 2001年4月 - 生田明子
- 2021年4月 - 山崎彩奈
- 2022年4月 - 平山未夢、古畑あずみ（さくらんぼテレビジョンから移籍）
- 2023年4月 - 前田恵里花
- 2025年4月 - 酒井愛菜

出典

### かつて在籍したアナウンサー（異動・退職）
●は故人。

#### 男性
- 1951年
  - 金井秀一●（退職前にはナレーションを担当。2005年死去[118]）
- 1960年
  - 長田清（ - 2001年定年退職）
  - 久保山国幸（ - 1998年定年退職）
- 1963年 
  - 那須重信[119]（ - 2000年定年退職）
- 1966年 
  - 渡辺文雄[119]（ - 2003年定年退職）
- 1969年 
  - 丸山憲司[119]
- 1977年 
  - 久保正彰[119]
- 1982年
  - 舩戸導洋（報道部）
- 1984年 
  - 西沢透
- 1989年 
  - 堀内哲也（ - 2006年9月、2022年3月 - 2023年3月[注釈 76]。）
- 1994年
  - 山崎昭夫（ - 2023年7月。退職後、長野市議会議員）
- 1995年 
  - 小松恭郎（ - 2000年。後にブルームバーグテレビジョンの記者となる）
- 1997年 
  - 石井貴士（ - 2002年。退職後、ココロ・シンデレラを設立して実業家に転身）
- 2002年 
  - 太田恒太郎
  - 高木直人（ - 2017年2月。2015年 - 2017年2月までは報道部の記者。退職後、ドイツ体育大学ケルンへ留学）
- 2011年
  - 中嶋言実（ディレクター→報道部）
- 2019年 
  - 小林惇希（ - 2022年3月。退職後フットスタッフに移り、主にサッカー実況を行っている[120][121]）
- 2023年 
  - 小林玄葵（ - 2024年5月。退職後、地元東京に戻り、同年6月にニッポン放送へ移籍）
- 伊藤隆徳
- 久保田泰雄
- 伝田亮文（『SBCニュースワイド』初代キャスター）
- 林文映（退職後は浄光寺の住職。中国放送アナウンサー・伊東平の祖父[122]）
- 山越勝久
- 安田浄（後に報道部の記者となり、TBSテレビ報道部へ出向し、『JNNニュースデスク』のキャスターを務める[注釈 77]）

#### 女性
- 1959年 
  - 岩崎信子（ - 1981年。上田放送局転勤、2000年定年退職）
- 1971年
  - 菊地恵子●（2017年死去[123]）
- 1974年 
  - 丸山昌子（ - 1979年[124]）
- 1975年 
  - 小山菜穂子（ - 1980年[124][125]）
  - 佐相明子
- 1980年 
  - 町井孝子[119]
- 1985年 
  - 堀内由香（ - 1990年。退職後、ジョイスタッフ所属のフリーアナウンサーとなる）
- 1987年 
  - 小林万利子（ - 2018年）
- 1988年 
  - 小出伊保（ - 1993年。退職後、FMまつもとパーソナリティー 旧姓大塚）
- 1990年 
  - 藤森さつき（ - 1999年）
- 1991年 
  - 竹節まゆみ（ - 1997年。退職後、オールウェーブ・アソシエツ所属のフリーアナウンサーとなる）
  - 橋本由実（ - 1993年）
- 1993年 
  - 滝沢枝里（ - 1999年。現姓：島田。退職後、北陸放送など石川県でラジオパーソナリティとして活動）
- 1994年 
  - 佐々木理恵（ - 1996年）
- 1995年 
  - 奥山香菜子（ - 1999年）
- 1996年 
  - 三島さやか（ - 2022年2月）
- 1999年 
  - 江崎淳子（ - 2001年）
  - 佐野多喜恵（ - 2002年）
  - 久保田祥江（ - 2012年）
  - 西知美（ - 2002年）
- 2001年 
  - 杉崎美香（ - 2003年。退職後、セント・フォース所属のフリーアナウンサーとなる）
- 2002年 
  - 岡本由季（ - 2011年。元福島放送。旧姓小林、安斉。ジョイスタッフ所属）
- 2003年 
  - 滝沢きく江（元報道部記者）
- 2004年 
  - 牛山美耶子（ - 2015年12月）
- 2006年 
  - 佐藤明日香（ - 2007年。元テレビユー福島）
  - 佐藤友紀（ - 2009年。元NHK札幌放送局、ホリプロ所属）
- 2007年 
  - 小松美帆（ - 2012年。元宝塚歌劇団雪組男役、蒼海拓）
  - 橋本祐佳
- 2010年 
  - 岸田奈緒美（ - 2017年3月）
- 2011年 
  - 官琳（ - 2016年）
- 2012年 
  - 長谷川萌（ - 2024年3月）
- 2016年 
  - 目黒清華（ - 2021年10月）
- 2017年 
  - 石井嘉穂（ - 2020年10月。退職後、声優に転身）
- 2018年 
  - 望月麗奈（ - 2022年2月。退職後、地元東京に戻り、フリーアナウンサーとなる）
- 2020年 
  - 北川原志於（ - 2022年6月）
- 池田知可子（退職後、フリーアナウンサーに転向）
- 小林敦子
- 坂井志満
- 篠原美保
- 中村光子（ラジオディレクター、旧姓小宮山）
- 春原美和
- 広田綾子
- 菱山佳代子（退職後、フリーアナウンサーに転向）

### アノンシスト賞受賞歴
- 第1回（1975年度）ラジオ「CM」部門優秀賞（金井秀一・岩崎信子）
- 第2回（1976年度）ラジオ「CM」部門優秀賞（久保山国幸・山越勝久）
- 第3回（1977年度）テレビ「CM」部門優秀賞（林文映）、ラジオ「番組」部門最優秀賞（岩崎信子）
- 第4回（1978年度）テレビ「CM」部門優秀賞（那須重信）
- 第5回（1979年度）ラジオ「番組」部門優秀賞（山越勝久）
- 第6回（1980年度）称揚（那須重信・丸山憲司）
- 第7回（1981年度）テレビ「CM」部門最優秀賞（左相明子）、称揚（信越放送アナウンス部）
- 第8回（1982年度）テレビ「CM」部門優秀賞（久保山国幸）、称揚（篠原美保）
- 第10回（1984年度）テレビ「番組」部門優秀賞（那須重信）
- 第11回（1985年度）ラジオ「CM」部門優秀賞（堀内由香）、称揚（久保田泰雄）
- 第12回（1986年度）ラジオ「CM」部門優秀賞（渡辺文雄・町井孝子）
- 第15回（1989年度）テレビ「CM・ショッピング番組」部門優秀賞（西沢透・堀内由香）、ラジオ「番組」部門優秀賞（渡辺文雄）
- 第16回（1990年度）テレビ「番組」部門最優秀賞（堀内哲也）、「CM」部門優秀賞（久保正彰）
- 第18回（1992年度）テレビ「CM」部門優秀賞（坂橋克明・藤森さつき）
- 第19回（1993年度）テレビ「CM」部門優秀賞（久保正彰）、称揚（信越放送アナウンス部）
- 第21回（1995年度）テレビ「番組」部門優秀賞（佐々木理恵）
- 第22回（1996年度）テレビ「CM」部門優秀賞（信越放送アナウンス部）
- 第28回（2002年度）テレビ「フリートーク」部門優秀賞（坂橋克明）、ラジオ「読み・ナレーション」部門優秀賞（丸山隆之）、「フリートーク」部門優秀賞（生田明子）、「CM」部門優秀賞（坂橋克明・生田明子）
- 第29回（2003年度）テレビ「フリートーク」部門優秀賞（丸山隆之）、ラジオ「フリートーク」部門優秀賞（太田恒太郎）
- 第30回（2004年度）テレビ「フリートーク」部門優秀賞（高木直人）
- 第31回（2005年度）ラジオ「読み・ナレーション」部門優秀賞（飯塚敏文）、「フリートーク」部門優秀賞（丸山隆之）、「CM」部門優秀賞（高木直人・久保田祥江）
- 第34回（2008年度）テレビ「読み・ナレーション」部門優秀賞（山崎昭夫）、ラジオ「読み・ナレーション」部門優秀賞（三島さやか）
- 第39回（2013年度）ラジオ「CM」部門優秀賞（丸山隆之・中澤佳子・坂橋克明）
- 第41回（2015年度）テレビ「フリートーク」部門優秀賞（中澤佳子）
- 第42回（2016年度）テレビ「フリートーク」部門優秀賞（丸山隆之）
- 第48回（2022年度）ラジオ「CM」部門優秀賞（山崎彩奈・佐々木一朗・平山未夢・中澤佳子）

### ラジオパーソナリティ
- 坂橋克明
- 武田徹（つれづれ遊学舎代表）
- 塩入美雪
- 峯岸悦子
- 竹井純子
- 小林良子
- 塚原正子
- 西村容子（元長野放送アナウンサー 旧姓原田）
- 宮嶋美紀
- 井口明美
- 久保田くに子
- 熊谷由理
- 藤川いづみ

## 関連企業
連結子会社
- エステート長野（SBC本社ビル（TOiGO SBC）管理業務、不動産売買・仲介・賃貸業務）
- SBCハウジング（長野県内4カ所のハウジングセンターの管理、運営業務）
- コンテンツビジョン（番組制作、BGM音楽配給業務。2008年（平成20年）10月にコンテンツながのとエスオーケイビジョンが合併して設立）

持分法適用関連会社
- 電算（情報処理事業。2010年（平成22年）東証二部上場、2013年（平成25年）東証一部に指定替え、2022年（令和4年）東証スタンダード市場に市場変更）
- インフォメーション・ネットワーク・コミュニティ（有線テレビジョン放送）

出典: